# Liste des monarchies en Amérique

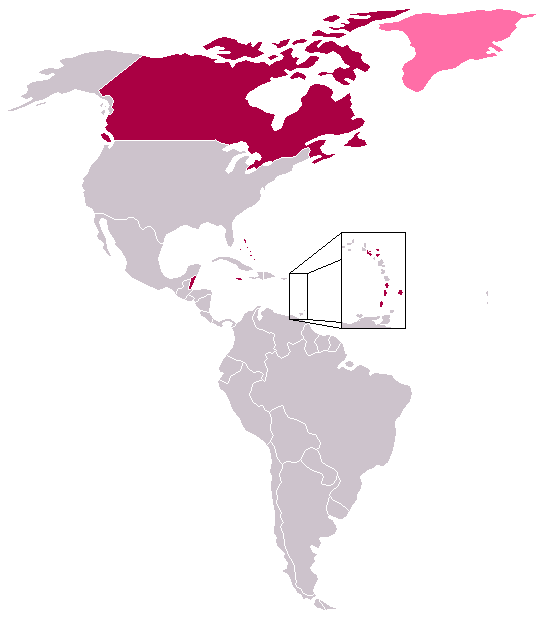
Monarchies actuelles en Amérique :
États souverains
Dépendances territoriales

Il y a douze monarchies en Amérique. Ce sont des États souverains ou des territoires dépendants qui ont un monarque comme chef d'État. Chacun est une monarchie constitutionnelle dans laquelle le souverain hérite de son mandat, le conservant généralement jusqu'à sa mort ou son abdication, et est lié par les lois et coutumes dans l'exercice de ses pouvoirs. Neuf de ces monarchies sont des États indépendants qui partagent comme souverain respectif le roi Charles III et sont donc des royaumes du Commonwealth, alors que les trois autres sont des dépendances de monarchies européennes. Aussi, aucune des monarchies d'Amérique n'a de monarque en permanence.
Ces couronnes perpétuent une histoire de la monarchie en Amérique, qui remonte à avant la colonisation européenne. Des sociétés tribales et des sociétés précolombiennes plus complexes existaient sous des formes de gouvernement monarchiques. Certaines se développaient pour former de vastes empires sous une figure centrale du roi, tandis que d'autres faisaient de même avec une collection décentralisée de régions tribales sous un chef héréditaire. Aucune des monarchies contemporaines, cependant, ne descend de ces systèmes royaux précoloniaux ; au contraire, elles ont leurs racines historiques dans les monarchies européennes actuelles ou en font toujours partie.
À partir de cette date, à travers l'ère de la découverte de l'Amérique, la colonisation européenne amena un vaste territoire américain sous le contrôle des monarques européens, bien que la majorité de ces colonies obtinrent par la suite l'indépendance de leurs souverains. Certains l'ont fait par le biais d'un conflit armé avec leurs pays d'origine, comme lors de la révolution américaine et des guerres d'indépendance de l'Amérique latine, rompant ainsi tous les liens avec les monarchies d'outre-mer. D'autres ont obtenu leur pleine souveraineté par des voies législatives, telles que le rapatriement par le Canada de sa constitution du Royaume-Uni. Un certain nombre d'anciennes colonies sont devenues des républiques immédiatement après avoir atteint l’autogouvernance. Le reste a continué avec des monarchies constitutionnelles endémiques — dans les cas d’Haïti, du Mexique et du Brésil — avec leur propre monarque résident et, pour des pays comme le Canada et certains États insulaires des Caraïbes, partageant leur monarque avec leur ancienne métropole, le plus récemment créé étant celui de Saint-Christophe-et-Niévès en 1983.

## Monarchies actuelles
| État                                     | Régime          | Succession                          | Dynastie                      | Titre | Titulaire | Titulaire                      | Règne depuis le  | Héritier apparent                    |
| ---------------------------------------- | --------------- | ----------------------------------- | ----------------------------- | ----- | --------- | ------------------------------ | ---------------- | ------------------------------------ |
| Antigua-et-Barbuda                       | Constitutionnel | Héréditaire (primogéniture absolue) | Windsor                       | Roi   |           | Charles III 14 novembre 1948   | 8 septembre 2022 | William, prince de Galles            |
| Commonwealth des Bahamas                 | Constitutionnel | Héréditaire (primogéniture absolue) | Windsor                       | Roi   |           | Charles III 14 novembre 1948   | 8 septembre 2022 | William, prince de Galles            |
| Belize                                   | Constitutionnel | Héréditaire (primogéniture absolue) | Windsor                       | Roi   |           | Charles III 14 novembre 1948   | 8 septembre 2022 | William, prince de Galles            |
| Canada                                   | Constitutionnel | Héréditaire (primogéniture absolue) | Windsor                       | Roi   |           | Charles III 14 novembre 1948   | 8 septembre 2022 | William, prince de Galles            |
| Grenade                                  | Constitutionnel | Héréditaire (primogéniture absolue) | Windsor                       | Roi   |           | Charles III 14 novembre 1948   | 8 septembre 2022 | William, prince de Galles            |
| Jamaïque                                 | Constitutionnel | Héréditaire (primogéniture absolue) | Windsor                       | Roi   |           | Charles III 14 novembre 1948   | 8 septembre 2022 | William, prince de Galles            |
| Fédération de Saint-Christophe-et-Niévès | Constitutionnel | Héréditaire (primogéniture absolue) | Windsor                       | Roi   |           | Charles III 14 novembre 1948   | 8 septembre 2022 | William, prince de Galles            |
| Sainte-Lucie                             | Constitutionnel | Héréditaire (primogéniture absolue) | Windsor                       | Roi   |           | Charles III 14 novembre 1948   | 8 septembre 2022 | William, prince de Galles            |
| Saint-Vincent-et-les-Grenadines          | Constitutionnel | Héréditaire (primogéniture absolue) | Windsor                       | Roi   |           | Charles III 14 novembre 1948   | 8 septembre 2022 | William, prince de Galles            |
| Territoire                               | Régime          | Succession                          | Dynastie                      | Titre | Titulaire | Titulaire                      | Règne depuis le  | Héritier apparent                    |
| Groenland                                | Constitutionnel | Héréditaire (primogéniture absolue) | Glücksbourg                   | Roi   |           | Frédéric X 28 mai 1968         | 14 janvier 2024  | Christian, comte de Monpezat         |
| Pays-Bas caribéens                       | Constitutionnel | Héréditaire (primogéniture absolue) | Orange-Nassau                 | Roi   |           | Willem-Alexander 27 avril 1967 | 30 avril 2013    | Catharina-Amalia, princesse d'Orange |
| Pays d'Aruba                             | Constitutionnel | Héréditaire (primogéniture absolue) | Orange-Nassau                 | Roi   |           | Willem-Alexander 27 avril 1967 | 30 avril 2013    | Catharina-Amalia, princesse d'Orange |
| Curaçao                                  | Constitutionnel | Héréditaire (primogéniture absolue) | Orange-Nassau                 | Roi   |           | Willem-Alexander 27 avril 1967 | 30 avril 2013    | Catharina-Amalia, princesse d'Orange |
| Saint-Martin                             | Constitutionnel | Héréditaire (primogéniture absolue) | Orange-Nassau                 | Roi   |           | Willem-Alexander 27 avril 1967 | 30 avril 2013    | Catharina-Amalia, princesse d'Orange |
| Monarchie cérémonielle                   |                 |                                     |                               |       |           |                                |                  |                                      |
| Communauté                               | Régime          | Succession                          | Dynastie                      | Titre | Titulaire | Titulaire                      | Règne depuis le  | Héritier apparent                    |
| Communauté afro-bolivienne (Bolivie)     | Cérémoniel      | Héréditaire                         | Maison royale afro-bolivienne | Roi   |           | Julio Pinedo 19 février 1942   | 18 avril 1992    | Rolando Julio Pinedo Larrea          |

### Royaumes du Commonwealth

#### Antigua-et-Barbuda
Antigua-et-Barbuda est une monarchie constitutionnelle et un royaume du Commonwealth, le chef d'État étant le roi Charles III, qui est représenté à Antigua-et-Barbuda par un gouverneur général, sir Rodney Williams depuis le 14 août 2014. La succession au trône est la même que la succession au trône britannique. Le pouvoir exécutif est assuré par le premier ministre, qui est aussi le chef de gouvernement. Le premier ministre est généralement le chef du parti gagnant des élections de la Chambre des Représentants (17 membres), tenues tous les cinq ans. L'autre chambre du parlement, le Sénat, est constituée de 17 membres qui sont nommés par le gouverneur général. L'actuel premier ministre, Gaston Browne, de l'ABLP, a été élu le 13 juin 2014.
En 1981, Antigua-et-Barbuda devint indépendante en tant que Royaume du Commonwealth. Elle adhéra le 18 juin 1981 à l'Organisation des États de la Caraïbe orientale (OECO).

#### Bahamas
Les Bahamas sont une monarchie constitutionnelle et un royaume du Commonwealth, le chef de l'État est le roi Charles III, qui est représenté aux Bahamas par un gouverneur général, nommé par le roi lui-même. La succession au trône est la même que la succession au trône britannique. Le chef du gouvernement est le Premier ministre (Perry Christie depuis le 8 mai 2012), habituellement le chef du parti gagnant aux élections du parlement. Le parlement du Bahamas consiste en deux chambres élues, le Sénat (avec 16 membres) et l'Assemblée des Bahamas (41 membres). Les élections se tiennent tous les 5 ans.
L'indépendance est accordée, le 10 juillet 1973, par le Royaume-Uni. Le pays fait partie du Commonwealth.

#### Belize
Le Belize est une monarchie parlementaire et une démocratie parlementaire et membre du Commonwealth. Le chef d'État est actuellement le roi Charles III, représenté dans le pays par un gouverneur général, qui doit avoir la nationalité du pays. L'organe exécutif primaire du gouvernement est le conseil des ministres, mené par le Premier ministre qui est chef du gouvernement. La succession au trône est la même que la succession au trône britannique. Les ministres du conseil sont des membres du parti politique majoritaire au parlement et tiennent habituellement des sièges d'élus en même temps que leurs positions de ministre. Le parlement bicaméral du Belize est l'Assemblée nationale, qui se compose d'une chambre des représentants et d'un sénat. Les 29 membres de la Chambre des représentants sont habituellement élus pour cinq ans maximum. Les membres du sénat sont au nombre de huit, cinq sont choisis par le Premier ministre, deux par le chef de l'opposition, et un par le gouverneur général conformément à l'avis du comité consultatif du Belize. Le Sénat est dirigé par un président, qui est un membre abstentionniste désigné par la partie régissant. Le Belize est un membre actif de la Communauté caribéenne (Caricom).

#### Canada
Le Canada est une monarchie constitutionnelle qui reconnaît le roi Charles III comme roi du Canada depuis son accession au trône le 8 septembre 2022. La succession au trône est la même que la succession au trône britannique. Le pouvoir exécutif est quant à lui constitué du Conseil privé, chargé de conseiller le gouverneur général en conseil dans sa prise de décisions. Les conseillers privés sont nommés par le gouverneur général en conseil, et parmi lesquels des conseillers sont assermentées pour former le cabinet ministériel, dirigé par le Premier ministre. Les membres du Cabinet sont les seuls conseillers privés autorisés à agir officiellement par décrets au nom du gouverneur général en conseil et ont la responsabilité d'un ministère.
En sa qualité de représentant du monarque, chef de l'État, le gouverneur général et à ce titre Commandant en chef des Forces armées canadiennes, assume les prérogatives royales lorsque le monarque ne se trouve pas au Canada. Le gouverneur général est nommé par le monarque sur conseil du Premier ministre. Rideau Hall est sa résidence principale d'Ottawa alors que la Citadelle de Québec est sa résidence à Québec. Bien que le gouverneur général conserve certaines prérogatives royales, ses devoirs et obligations sont définies par la Constitution du Canada, laquelle consiste en une série de lois constitutionnelles enchevêtrées, celles-ci étant composées de textes écrits et de traditions et conventions non-écrites. Dans les faits, le poste de gouverneur général est surtout symbolique, et ne possède pas de pouvoir réel. Depuis quelques années un débat subsiste, à savoir si le poste de gouverneur général et celui des lieutenants-gouverneurs devraient être abolis.

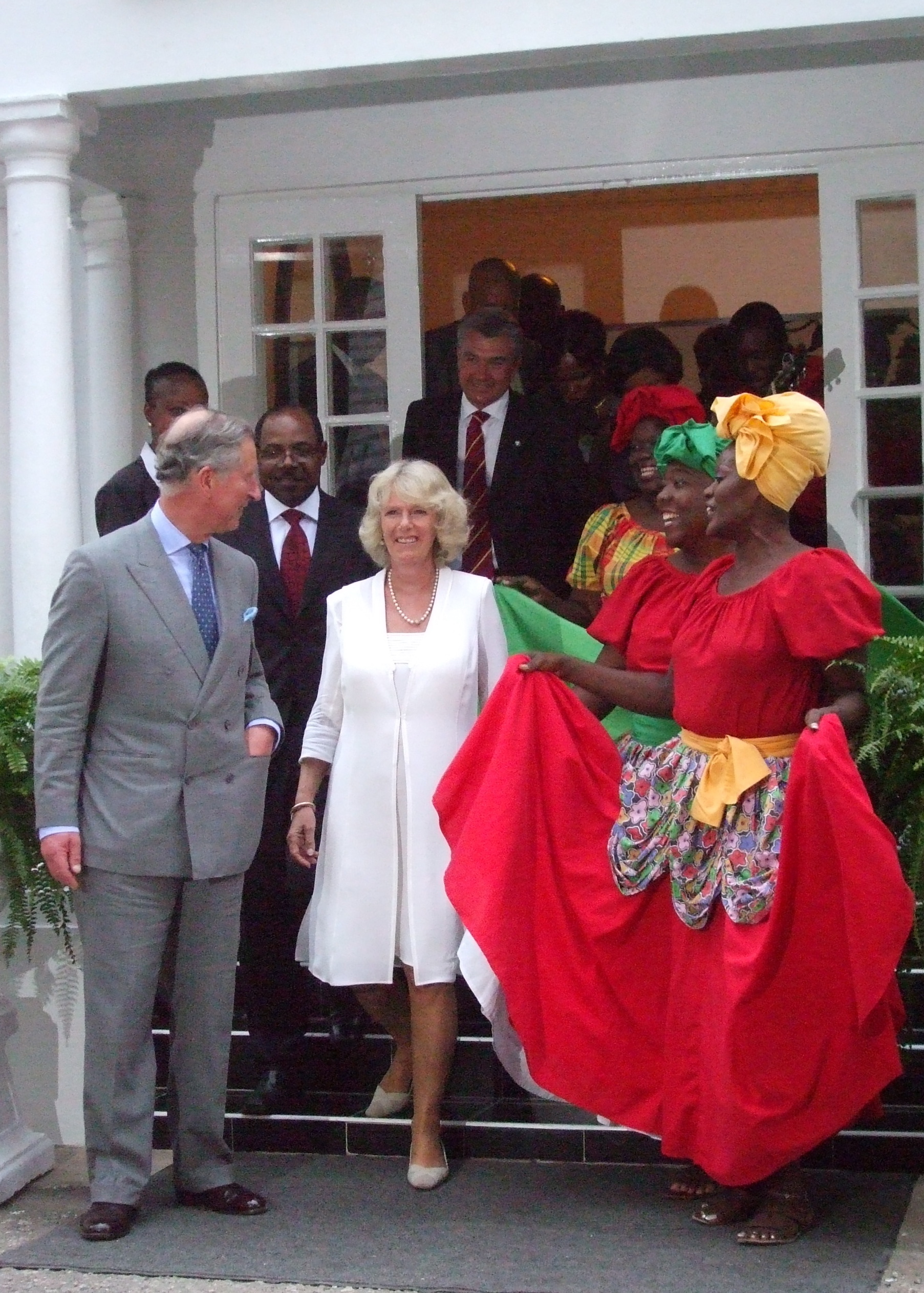
Le prince Charles, fils de la reine Élisabeth II, héritier des royaumes du Commonwealth, avec son épouse Camilla, lors d'une visite officielle en Jamaïque en 2008.

#### Grenade
La Grenade est une monarchie parlementaire multipartite où le Premier ministre est le chef du gouvernement. Le pouvoir exécutif est détenu par le gouvernement tandis que le pouvoir législatif est partagé entre le gouvernement et le parlement. Le pouvoir judiciaire est indépendant des deux premiers. Les institutions politiques et judiciaires sont largement inspirées de la common law britannique. Le roi de la Grenade, chef de l'État officiel, est représenté par un gouverneur général qui agit sur conseil du Premier ministre et du cabinet. Le gouverneur général nomme le président de la Cour suprême après avoir consulté le Premier ministre et le chef de l’opposition. Il nomme les autres juges en entente avec une commission judiciaire. La succession au trône est la même que la succession au trône britannique.

#### Jamaïque
La Jamaïque est un pays indépendant et un royaume du Commonwealth. La Constitution a établi un système parlementaire fondé sur le modèle du Royaume-Uni. En tant que chef d'État, le roi Charles III désigne un gouverneur général, conformément à l'avis du Premier ministre, qui est son représentant dans le pays et exerce un rôle surtout cérémonial. Le pouvoir exécutif est entre les mains du cabinet, dirigé par le Premier ministre. C'est une démocratie parlementaire où les traditions politiques et légales suivent de près celles du Royaume-Uni. Le pouvoir exécutif est exercé par le gouvernement. Le pouvoir législatif est aux mains du Parlement.
La succession au trône est la même que la succession au trône britannique.

#### Saint-Christophe-et-Niévès
Saint-Christophe-et-Niévès est une monarchie parlementaire fédérale, membre du Commonwealth. Le roi Charles III y est représenté par un gouverneur général qui agit en concertation avec le Premier ministre. La succession au trône est la même que la succession au trône britannique.
La constitution accorde à Niévès une autonomie considérable et possède son propre parlement, d’un premier ministre et d’un vice-gouverneur général. En 1996, l’île manifesta un désir de sécession sous l’impulsion du Mouvement des citoyens conscients et de son premier ministre Vance Amory. Le référendum organisé en 1998 ne recueillit pas la majorité des deux tiers nécessaire à la sécession.

#### Sainte-Lucie
En tant que royaume du Commonwealth, Sainte-Lucie reconnaît le roi Charles III comme chef d'État ; il est représenté sur l'île par un gouverneur général. La succession au trône est la même que la succession au trône britannique. Le pouvoir exécutif est cependant dans les mains du Premier ministre et de son cabinet, et le gouverneur général n'agit que sur les conseils de ces derniers. Après les élections législatives, le chef du parti majoritaire ou le chef d'une coalition de la majorité à l'Assemblée est habituellement nommé Premier ministre par le gouverneur général ; celui-ci nomme également le vice-Premier ministre.

#### Saint-Vincent-et-les-Grenadines
Saint-Vincent-et-les-Grenadines est une monarchie parlementaire membre du Commonwealth. Elle est un Royaume du Commonwealth, indépendant depuis le 27 octobre 1979, dont le chef de l'État formel est le souverain du Royaume-Uni, à l'heure actuelle le roi Charles III. Il ne réside pas dans le pays et est alors représenté par le gouverneur général de Saint-Vincent-et-les-Grenadines, actuellement Frederick Ballantyne. La succession au trône est la même que la succession au trône britannique.

### Groenland
La Groenland est un pays constitutif du royaume de Danemark qui est une monarchie constitutionnelle, dont le roi Frédéric X est l'actuel chef d'État. Le monarque conserve officiellement le pouvoir exécutif et préside le Conseil d'État. Cependant, à la suite de l'introduction d'un système de gouvernement parlementaire, les devoirs du monarque sont devenus strictement représentatifs et cérémonieux, comme la nomination formelle et la révocation du Premier ministre et d'autres ministres dans le gouvernement exécutif. Le monarque n'a pas à répondre de ses actes et sa personne est sacrosainte. La succession suit la succession au trône de Danemark.
Le Groenland a à sa tête Frédéric X, roi de Danemark. Son pouvoir est représenté sur place par un haut-commissaire qu'il a nommé. Le Premier ministre, élu par le Parlement, dirige le Naalakkersuisut, nom du gouvernement.
Le Parlement du Groenland comptant 31 membres élus sur la base de la représentation proportionnelle pour un mandat de quatre ans détient le pouvoir de légiférer sur le territoire.

### Pays constitutifs des Pays-Bas
Les Pays-Bas sont l'un des quatre pays constitutifs du royaume des Pays-Bas, un État souverain à qui il fournit l'essentiel de sa superficie et de sa population, de sorte qu'on le désigne lui-même le plus souvent sous le nom de Pays-Bas. Ce pays constitutif est principalement situé en Europe de l'Ouest (Pays-Bas européens), où il accueille la capitale du royaume, Amsterdam. Il dispose néanmoins de territoires dans les Caraïbes, regroupés sous le nom de Pays-Bas caribéens (ou îles BES d'après l'initiale de chaque territoire) : Bonaire, Saint-Eustache et Saba. Ces exclaves y voisinent avec les trois autres pays constitutifs du royaume souverain : Aruba, Curaçao et Saint-Martin. La succession suit la succession au trône des Pays-Bas.

### Monarchie cérémoniale afro-bolivienne
La Maison royale afro-bolivienne est une monarchie cérémonielle reconnue comme faisant partie de l'État plurinational de Bolivie, qui n'interfère pas avec le système de la République présidentielle en vigueur dans le pays. La monarchie est traitée comme une communauté avec une certaine autonomie.
Depuis 1992, le roi est Julio Pinedo. La maison royale a été officiellement reconnue par l'État bolivien en 2007 avec le couronnement public de Julio, l'actuel roi de la communauté afro-bolivienne, qui a été effectué par les autorités du département de La Paz.

## Anciennes monarchies

### Araucanie et Patagonie

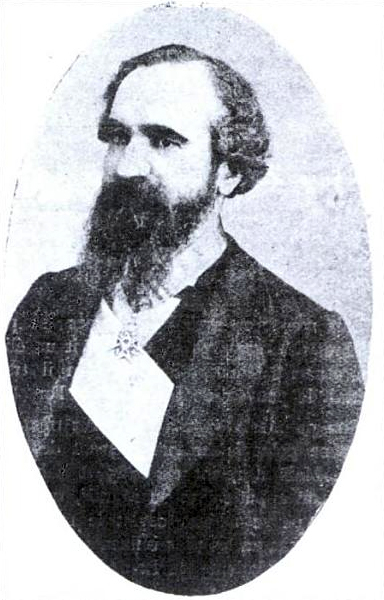
Orélie-Antoine, roi d'Araucanie et de Patagonie de 1860 à 1862.

Le Royaume d'Araucanie et de Patagonie, parfois appelé royaume de Nouvelle-France, est un royaume éphémère d'Amérique du Sud fondé en Araucanie par un décret 17 novembre 1860 d'Antoine de Tounens, ancien avoué à Périgueux qui déclare d'abord la création du royaume d'Araucanie. Le 20 novembre 1860 par une autre ordonnance il déclare la réunion de la Patagonie au royaume d'Araucanie. Arrêté par les autorités chiliennes en janvier 1862, il est jugé fou par la cour suprême de Santiago et expulsé vers la France le 28 octobre 1862.

Drapeau du royaume d'Araucanie et de Patagonie créé par Antoine de Tounens

Rentré en France en mars 1863, il s'installe à Paris, décernant des décorations et des titres. Il est considéré par certains comme un souverain de fantaisie,,,,, d'un pays qui n'existait pas réellement ou qualifié parfois « d'imaginaire »,. Il tente sans succès, plusieurs expéditions en Araucanie pour reconquérir son royaume. Il meurt célibataire et dans la misère le 17 septembre 1878 à Tourtoirac en Dordogne, où il est hébergé chez son neveu.

### Empire du Brésil
L'empire du Brésil est une monarchie constitutionnelle parlementaire et représentative dont les souverains successifs sont les empereurs Pierre Ier et Pierre II, tous deux membres de la maison de Bragance, une branche de la dynastie capétienne vieille de mille ans. D'abord colonie du royaume de Portugal, le Brésil devient le siège de l'empire colonial portugais en 1808, lorsque le futur roi Jean VI, alors régent de Portugal, s'enfuit de son pays après son invasion par les troupes de Napoléon Ier. La famille royale s'installe alors avec son gouvernement dans la ville brésilienne de Rio de Janeiro. Quelques années après la libération du Portugal, Jean VI retourne en Europe en 1821, mais laisse son fils aîné et héritier, l'infant Pierre, à la tête du Brésil en qualité de régent.

Drapeau de l'Empire du Brésil.

Le 7 septembre 1822, le prince Pierre déclare l'indépendance du Brésil et, après une guerre victorieuse contre le royaume de son père, il est proclamé premier empereur du Brésil le 12 octobre sous le nom de Pierre Ier. Le nouveau pays est immense, mais peu peuplé et ethniquement divers. Contrairement aux républiques hispaniques voisines, le Brésil jouit d'une certaine stabilité politique, d'une relative liberté d'expression et du respect des droits civils. Il connaît en outre une croissance économique dynamique. Son Parlement bicaméral, de même que les législatures provinciales et locales, sont élus selon des méthodes démocratiques pour l'époque. Malgré tout, un long conflit idéologique oppose l'empereur et une fraction importante du Parlement sur le rôle du monarque dans le gouvernement. Pierre Ier connaît également d'autres problèmes : l'échec de la guerre de Cisplatine contre les Provinces-Unies du Río de la Plata conduit à la sécession d'une province du Brésil (qui devient plus tard l'Uruguay) en 1828. En dépit de son rôle dans l'indépendance du Brésil, Pierre Ier devient roi de Portugal en 1826 mais abdique immédiatement en faveur de sa fille aînée, Marie II. Deux ans plus tard, le trône portugais est usurpé par le frère cadet de l'empereur, Michel Ier. Ne pouvant gérer simultanément les affaires brésiliennes et portugaises, Pierre Ier abdique le 7 avril 1831 et part aussitôt pour l'Europe pour restaurer sa fille à Lisbonne.

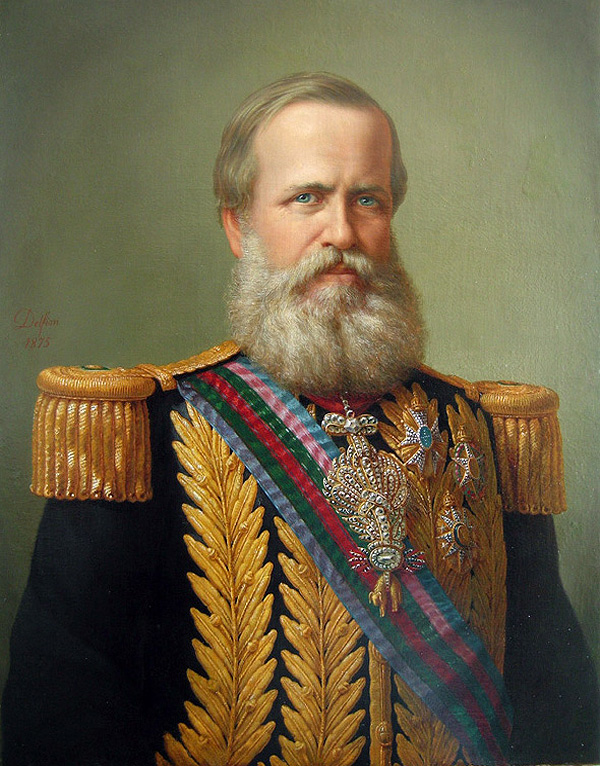
Pierre II, dernier empereur du Brésil de 1831 à 1889.

Son successeur au Brésil est son fils Pierre II, âgé de seulement cinq ans. Comme ce dernier est encore mineur, une régence est mise en place mais son autorité montre bien vite ses limites. Le vide du pouvoir résultant de l'absence d'un monarque au pouvoir comme ultime arbitre dans les conflits politiques régionaux conduit à des guerres civiles entre factions locales. Ayant hérité d'un empire au bord de la désintégration, Pierre II, une fois déclaré majeur, réussit à apporter la paix et la stabilité dans le pays qui finit par devenir une puissance émergente sur la scène latino-américaine. Le Brésil remporte alors trois conflits internationaux (la guerre de la Plata, la guerre uruguayenne et la guerre du Paraguay) sous sa direction et joue un rôle prédominant dans plusieurs autres conflits internationaux et querelles internes. Avec la prospérité et le développement économique, le pays connaît un afflux d'immigrants européens, notamment italiens et portugais mais aussi allemands ou juifs. L'esclavage, qui était initialement généralisé, est restreint par des lois successives jusqu'à son abolition définitive en 1888. Les arts visuels, la littérature et le théâtre se développent au cours de cette période de progrès. Bien que fortement influencé par les styles européens qui vont du néoclassicisme au romantisme, chaque apport est adapté aux conceptions locales pour créer une culture propre au Brésil.
Même si les quatre dernières décennies du règne de Pierre II sont marquées par une paix intérieure continue et la prospérité économique, l'empereur ne croit guère en la survie du régime monarchique. En vieillissant, il ne fait aucun effort pour garder le soutien des institutions. Comme Pierre II n'a pas d'héritier mâle (son successeur désigné est sa fille Isabelle mais ni lui ni les classes dirigeantes n'acceptent réellement l'idée d'un souverain féminin au Brésil), de plus en plus d'hommes politiques estiment qu'il n'y a aucune raison de conserver la monarchie. L'empereur est renversé, le 15 novembre 1889, après 58 ans de règne, par un coup d'État qui n'a pour soutien qu'un groupe de militaires désireux d'instaurer une République dictatoriale.

### Barbade
La Barbade obtient son indépendance le 30 novembre 1966 en qualité de royaume du Commonwealth. La reine Élisabeth II reste le chef d'État, elle est représentée sur place par un gouverneur général. La succession au trône est la même que la succession au trône britannique. Le Premier ministre (chef du gouvernement) exerce le pouvoir exécutif, le rôle du chef de l'État étant essentiellement symbolique. Les deux chambres du Parlement exercent le pouvoir législatif. Le pouvoir judiciaire est indépendant de l’exécutif et du législatif.
En mars 2015, Freundel Stuart, alors Premier ministre de la Barbade, annonce qu'un projet de loi est en cours d'adoption au Parlement afin que l’État devienne une république. Cette réforme est finalement annoncée le 15 septembre 2020 pour devenir effective au 30 novembre 2021, à l'occasion du 55e anniversaire d'indépendance de l'île, sous l'impulsion de Mia Mottley. À partir de cette date, la reine Élisabeth II cesse d'être reine de la Barbade et est remplacée par un président élu. 

### Haïti

#### Premier Empire

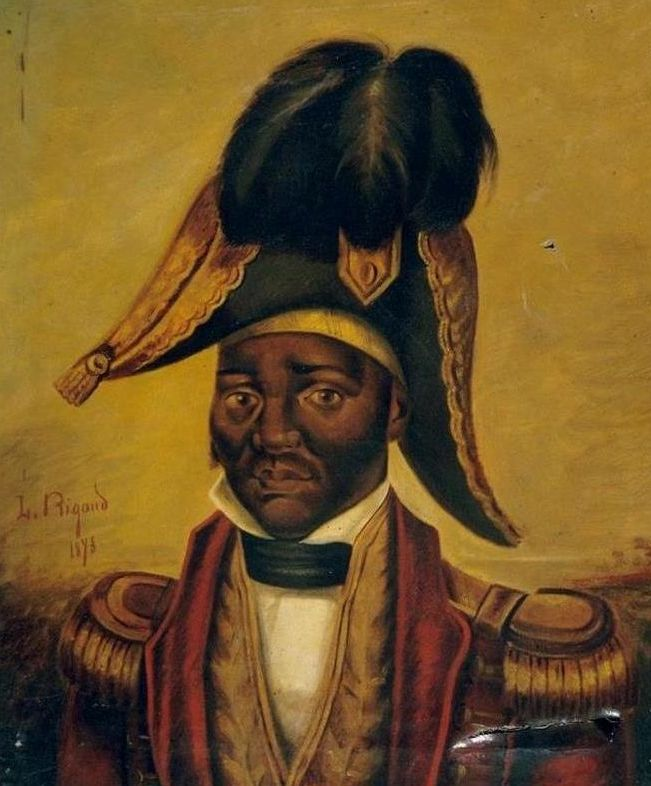
Jacques, empereur d'Haïti de 1804 à 1806.

Ancienne colonie française, Haïti déclare son indépendance le 1er janvier 1804. Le gouverneur général d'Haïti, Jean-Jacques Dessalines, qui venait de prendre le pouvoir, établi l'empire le 22 septembre 1804, se proclamant empereur sous le nom de Jacques Ier. Il est couronné le 6 octobre suivant. La constitution du 20 mai 1805 définissait la manière dont l'empire devait être gouverné, le pays étant divisé en six armées divisions. Le général de chaque division correspond directement avec l'empereur ou le général en chef nommé par l'empereur. La constitution interdit également aux Blancs, à l'exception des Allemands naturalisés et des Polonais, de posséder des biens à l'intérieur de l'empire.

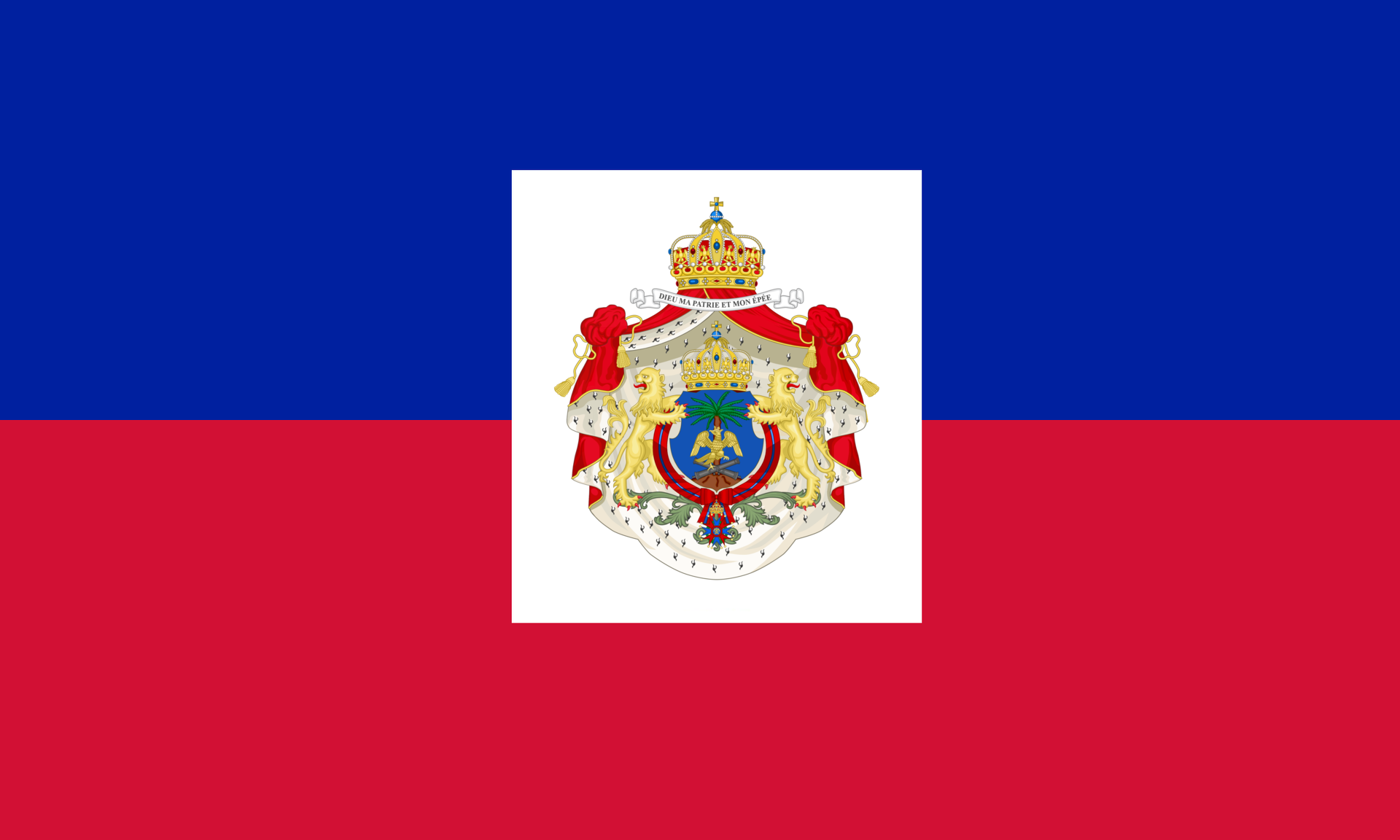
Drapeau de l'empire d'Haïti.

L’empereur est assassiné le 17 octobre 1806. Deux membres de son administration, Alexandre Pétion et Henri Christophe, prennent ensuite le pouvoir, ce qui entraîne une scission dans le pays. Pétion est à la tête de la République méridionale d’Haïti et Christophe à la tête de l’État du Nord.

#### Royaume d'Haïti
Christophe, président de l'État d'Haïti qui occupe alors la partie nord du pays, s'autoproclame roi Henri Ier, devenant le deuxième monarque d'Haïti (après Jean-Jacques Dessalines). C'est le royaume d'Haïti.
Pendant son règne, il fait bâtir six châteaux et huit palais, parmi lesquels seulement deux existent toujours (le Palais Sans-Souci et la Citadelle La Ferrière). Henri Ier crée aussi un système féodal comprenant une nouvelle noblesse pour son royaume : quatre princes, huit ducs, 22 comtes, 37 barons et 14 chevaliers,.
Après une attaque cérébrale et une insurrection populaire, Henri Ier se suicide le 8 octobre 1820. Son fils et héritier, Victor Henry, est tué le 18 octobre suivant par les révolutionnaires. Ils sont tous deux enterrés au Palais Sans-Souci. Après la mort de Christophe, le royaume d'Haïti est réunifié avec le sud pour former un nouveau régime, avec Jean-Pierre Boyer comme chef suprême.

#### Second Empire

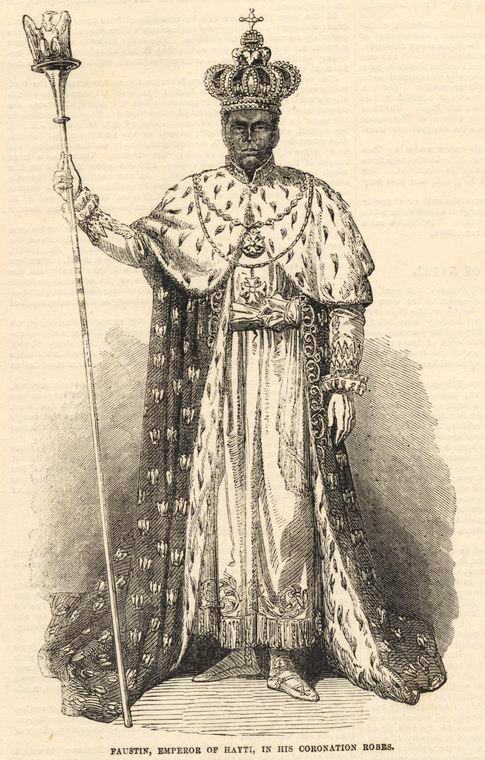
Faustin, empereur d'Haïti de 1849 à 1859.

Le 1er mars 1847, le sénat élit Faustin Soulouque, chef des forces armées, qui n’était même pas candidat, président de la république. Rapidement, il se révéla ambitieux et déterminé. Le 25 août 1849, il enjoignit au parlement de le proclamer empereur. Il se fit sacrer le 18 avril 1852 avec un faste ruineux pour le pays. Soulouque devient l'empereur Faustin Ier. Il organise une répression violente contre les mulâtres et rétablit l'absolutisme sur l'île. C'est un tyran qui dépense sans compter et qui déclare la guerre à plusieurs reprises à la République dominicaine voisine. Le pays est ainsi appauvri tandis que la famille impériale continue à dépenser des sommes fabuleuses alors que les caisses de l'État sont pratiquement vide. Toutefois, ses tentatives infructueuses pour reconquérir la République dominicaine voisine minèrent son pouvoir et une conspiration menée par le général Fabre Nicolas Geffrard le contraignit à l’abdication en 1859.

#### Régime des Duvalier
Le duvaliérisme désigne le régime mis en place en Haïti par la famille Duvalier. François Duvalier dit « Papa Doc », est le premier dirigeant de la famille, arrivé au pouvoir après un putsch en 1957, en tant que président à vie de 1964 à sa mort. Au pouvoir, ce dernier multiplie les actes d'arrestation et de condamnation à mort et utilise un culte de la personnalité. À sa mort, c'est son fils Jean-Claude Duvalier, dit « Baby Doc », qui lui succède et qui se maintient au pouvoir comme président à vie de 1971 à 1986.
En septembre 1957, l’armée organisa des élections : François Duvalier, dit «Papa Doc», fut élu président de la République. Dès le départ, ce dernier, inspiré par les règnes des anciens empereurs, imposa un régime politique dictatoriale et héréditaire pour maintenir sa famille au pouvoir même après sa mort. Il met aussi en place une politique répressive en éloignant les officiers peu fiables de l’armée, en interdisant les partis d’opposition, en instaurant l'état de siège et en exigeant du Parlement l’autorisation de gouverner par décrets (31 juillet 1958). Le 8 avril 1961, il prononça la dissolution du Parlement. 
Durant son règne, le régime s’appuya sur une milice paramilitaire, les Volontaires de la sécurité nationale surnommés les «tontons macoutes». Avec cette garde prétorienne personnelle, il neutralisa l’armée, sema la terreur dans tout le pays et parvint à étouffer toute résistance. Après des rumeurs de complot au sein de l'armée, il renforça la répression et, le 1er avril 1964, se considérant comme le successeur spirituel du dernier empereur Faustin, il se proclama «président à vie» avec droit de succession pour ses enfants. 
À la mort de Papa Doc, le 21 avril 1971, son seul fils, Jean-Claude Duvalier, 19 ans (d’où son surnom de « Bébé Doc »), accéda à la présidence. Amorçant une timide libéralisation du régime, Jean-Claude Duvalier s’aliéna une partie de la classe noiriste qui avait soutenu son père en épousant une mulâtresse le 27 mai 1980. Son régime s'enfonça dans la corruption et l'incompétence. En 1985, sous la pression de la communauté internationale, il institue le poste de Premier ministre grâce à l'adoption par référendum d'une nouvelle Constitution. Ces tentatives ne freinent cependant pas l'élan de révolte populaire contre la dictature dynastique. Les États-Unis rejettent l'asile politique pour Duvalier, mais ils leur proposent de les aider à partir. Initialement, Duvalier accepte le 30 janvier 1986. Le 7 février 1986, il remet le pouvoir aux mains des militaires et quitte l'île à bord d'un avion de l'US Air Force.

### Mexique

#### Premier Empire
Après la déclaration de l'indépendance du Mexique, le Parlement mexicain avait l'intention d'établir une union personnelle avec l'Espagne : le roi d'Espagne Ferdinand VII serait devenu empereur du Mexique et les deux pays auraient été gouvernés par leurs propres lois et par des gouvernements différents. En cas de refus du roi d'Espagne, la loi prévoyait de donner le trône du Mexique à un membre de la famille Bourbon. Cependant, Ferdinand VII ne reconnut pas l'indépendance du Mexique et déclara que l'Espagne n'autoriserait pas un prince européen à monter sur le trône mexicain. Parallèlement, la Capitainerie générale du Guatemala, nouvellement indépendante elle aussi, se rallia à l'empire du Mexique à cause principalement de sa faiblesse dans la région : ses anciennes provinces du Costa Rica, du Nicaragua et du Salvador avaient en effet opté pour l'annexion au Mexique, qui leur offrait une situation politique enviable Plan d'Iguala.
La régence mexicaine s'attribua le droit de nommer un empereur indépendant de l'Espagne, mais le 18 mai 1822, des soldats et une foule nombreuse lui demandent de se proclamer empereur du Mexique sous le nom d'Augustin Ier. Il y consent et, le lendemain, par 67 voix contre 15 le Congrès mexicain entérine ce choix. Le 19 mars 1823, Iturbide abdiqua et accepta de quitter le pays sans combat en échange d'une pension. Il décida de retourner au Mexique et débarqua à Tamaulipas le 15 juillet 1824, où il fut immédiatement arrêté et rapidement fusillé par les autorités locales,.

#### Second Empire

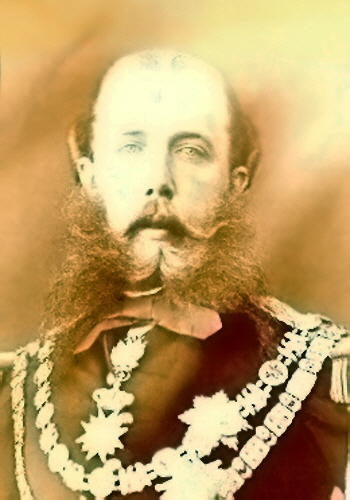
Maximilien, dernier empereur du Mexique de 1854 à 1857.

Drapeau du Second Empire mexicain.

À l'origine de cette initiative se trouvent des conservateurs mexicains en Europe qui souhaitaient installer au Mexique un souverain européen catholique et conservateur. José-Manuel Hidalgo y Esnaurrizar, l'un d'entre eux, fit la connaissance de l'Impératrice Eugénie et réussit à l'intéresser à sa cause. Napoléon III qui avait déjà son idée chercha et trouva, après avoir essuyé le refus d'autres princes, l'archiduc Maximilien de Habsbourg qui venait de refuser d'être roi de Grèce. Après avoir hésité longtemps et encouragé par sa femme Charlotte, celui-ci accepta de devenir empereur.
Le 4 mars 1867, les forces commandées par le général libéral Mariano Escobedo assiègent Querétaro. Le 15 mai suivant, la ville est prise, et l'empereur Maximilien appréhendé avec les généraux Miguel Miramón et Tomás Mejía.
Pour tenter de protéger son frère, François-Joseph Ier le réintègre pleinement dans ses droits d'archiduc de la maison de Habsbourg-Lorraine. Ce dernier geste reste vain. Maximilien est jugé par une cour de justice qui se tient dans le théâtre de la ville. Condamné à mort, il est exécuté sur ordre de Juárez, pour l'exemple, le 19 juin 1867, avec deux de ses généraux, Miramón et Mejía.

### Royaume de Mosquitia

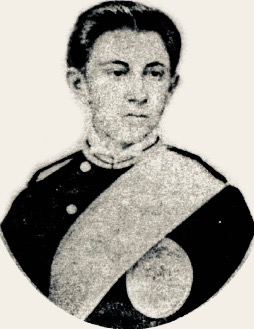
Robert Charles Frédéric, second roi des mosquitos de 1824 à 1841.

La Côte des Mosquitos (en espagnol : Costa de Mosquitos), aussi appelée Royaume de la Mosquitia, est une région située pour sa plus grande partie sur le littoral est du Nicaragua ainsi que sur le littoral nord-est du Honduras. Elle comptait au XVIIe siècle parmi les repaires de corsaires, pirates et flibustiers, huguenots ou puritains.
Au XIXe siècle, la région est sous le contrôle de la Nouvelle-Espagne. En 1821, elle est intégrée au Mexique. En 1823, à la chute de l'Empire mexicain, la région prend son indépendance avec comme capitale Bluefields.

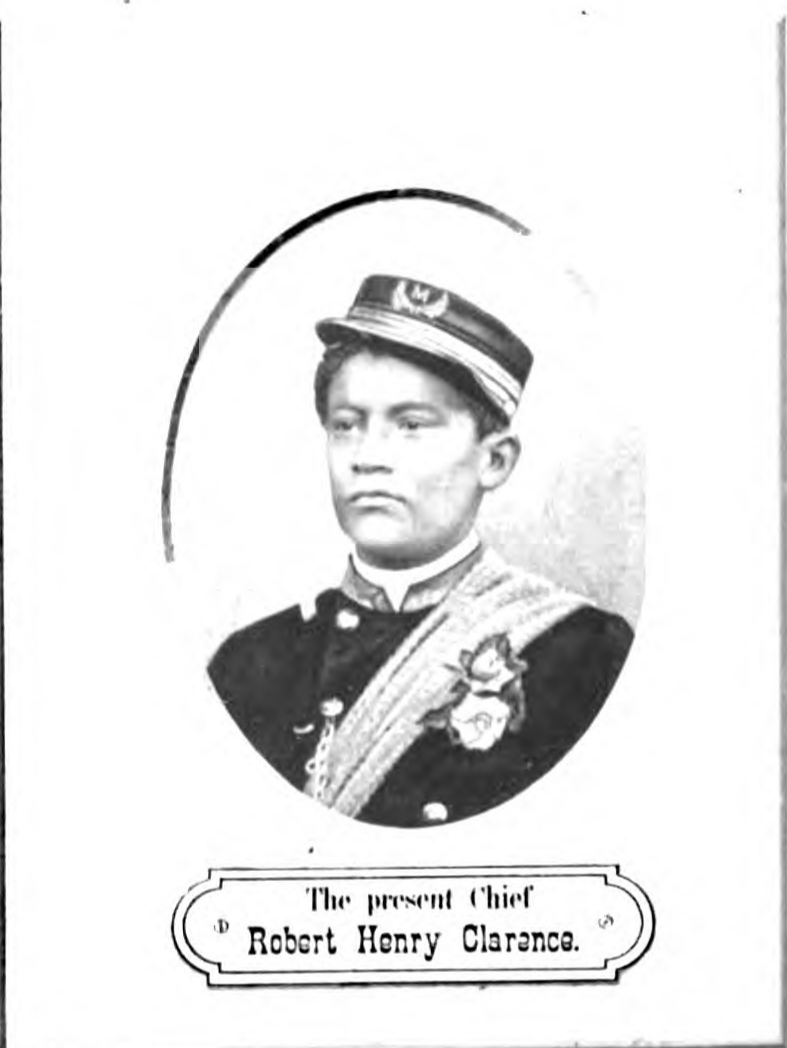
Robert Henry, dernier roi de la côte des Mosquitos.

La région ayant depuis 1650 un prince à sa tête, le prince Clarence prit le titre de roi sous le nom de George Frédéric Augustus Ier. Sur le trône, celui-ci signa une alliance avec les Britanniques qui possédaient alors le Belize, sous le nom du Honduras britannique.
Devenu roi le 14 novembre 1823, George Frédéric est couronné par le révérend John Armstrong en l'église Saint-Jean-Baptiste de Belize, le 18 janvier 1824. Sur le trône, il fit octroyé plusieurs subventions à divers groupes étrangers; l'un des plus remarquables fut la concession d'un énorme tract qu'il fit à Gregor MacGregor en 1820, une zone appelée Poyais, qui englobait des terres autrefois attribuées à des pro-espagnols.

Drapeau du Royaume de Mosquitia.

Il mourut le 9 mars 1824 à Bluefields, à l'âge de 67 ans, après un règne de seulement quelques mois. Robert Charles Frédéric, fils et successeur de George Frédéric, donne concession aux négociants jamaïcains William Hodgson et Samuel Shepherd. Ce dernier se lie avec Don George Stiepel, un ancien soldat, qui développe en 1832 le commerce du café avec l'Angleterre, via les ports du Chili.
Dans une série de décrets publiés le 26 octobre 1832, Robert Charles Frédéric interdit à ses sujets de perquisitionner des groupes indigènes voisins et décrète par la suite l'abolition de l'esclavage dans ses domaines à compter du 1er novembre.
En 1848, les Mosquitos s'emparèrent de la ville nicaraguayenne de San Juan del Norte (Greytown) avec l'aide des britanniques, ce qui faillit entraîner l'intervention des États-Unis. Cette crise dura jusqu'en 1850, date de la signature du Traité Clayton–Bulwer.
Mais les tensions entre les républiques du Nicaragua et du Honduras ne s'apaise point. Après une nouvelle défaite, l'Angleterre, jusque-là alliée des Mosquitos, est contrainte de signer le traité de Managua, en 1860. Ce traité entraîne alors l'occupation du royaume par les armées du Nicaragua. Le roi George Frédéric Augustus II est ainsi contraint d'accepter l'occupation de la province. Mais bien que le royaume soit occupé, son territoire n'a pas totalement été annexé et conserve une autonomie absolue au niveau politique, fiscal et administratif.
George Frédéric Augustus II meurt le 27 novembre 1865 à l'âge de 64 ans. Son fils, Guillaume Ier, lui succède. Ce dernier se plaint auprès du gouvernement anglais du traitement qu'il a reçu de la part des occupants nicaraguayens. Pour régler les différends dans l'interprétation du traité de Managua, le Nicaragua et l'Angleterre ont décidé de soumettre l'affaire à l'empereur d'Autriche, François-Joseph. La sentence rendue le 2 juin 1881 indique que la souveraineté du Nicaragua est limitée par l’autonomie reconnue aux Mosquitos et à la famille Clarence, qui ont également le droit d’exploiter des produits naturels.
Dans un mémorandum adressé à son représentant à Londres, le secrétaire d'État des États-Unis a rejeté la décision des États-Unis : "Dans l'accord d'arbitrage, le gouvernement des États-Unis n'était pas partie et n'était pas lié par la décision de l'arbitre et ne s'engage nullement à admettre le droit de la Grande-Bretagne d'intervenir dans les différends entre la République du Nicaragua et le Royaume des Mosquitos."
À la mort du roi Guillaume, c'est son fils de six ans, Robert Henry qui lui succède sous la régence de son oncle, le prince Jonathan Charles Frédéric.
Cette période d'occupation dure jusqu'au 12 février 1894, date où le président nicaraguayen José Santos Zelaya assiège Bluefields, capitale du royaume, et annexe le territoire avec le Honduras.
Après sa chute, le roi fut sauvé par un navire de guerre britannique qui le déposa avec 200 réfugiés à Puerto Limon, au Costa Rica et plus-tard en Jamaïque. Le gouvernement britannique lui accorda une pension de 1 785 livres par an et resta nominalement à la tête de la "maison royale" jusqu'à sa mort.

### Amérique russe (Alaska)

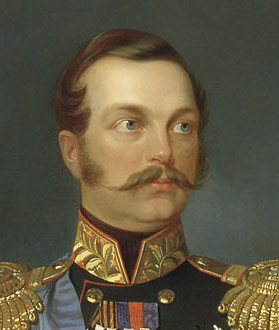
Alexandre II, empereur de Russie et dernier souverain de l'Alaska russe.

Au cours du XVIIIe siècle, l'Empire russe entreprit plusieurs expéditions afin d'explorer la partie orientale de la Sibérie et de déterminer si une route passage du Nord-Est existait entre l'Asie et l'Amérique du Nord. La deuxième expédition du Kamtchatka notamment, mené par Vitus Béring permit la découverte de l'Alaska en 1741.

Drapeau de la compagnie russe en Amérique.

Néanmoins ce n'est qu'à la fin du siècle, en grande partie grâce à la Compagnie russe d'Amérique que la Russie pris pleinement possession du territoire et l'érigea en colonie.
L'empereur est le souverain légitime du territoire et délègue le pouvoir à des autorités locales.
L'Empire russe était en difficulté financière et craignait de perdre le territoire alaskan sans compensation dans un conflit futur, surtout avec le rival du moment, l'Empire britannique, qui possédait déjà le Canada voisin et dont la puissante Royal Navypouvait facilement prendre le contrôle de côtes difficiles à défendre pour la Russie.
Le tsar Alexandre II décida donc de vendre le territoire aux États-Unis et chargea Edouard de Stoeckl d'ouvrir des négociations. Elles commencèrent secrètement avec le sénateur de Californie William M. Gwin en 1858. La guerre de Sécession (1861-1865) freina le projet mais renforça les liens entre les États-Unis et la Russie quand les ports américains accueillirent la flotte de guerre russe. Les négociations reprirent avec le secrétaire d'État William Seward, dont Edouard de Stoeckl était un proche, au début de mars 1867.
Les négociations se conclurent après des discussions qui durèrent une nuit entière et la signature du traité à 4 heures du matin le 30 mars avec un prix d'achat de 7 200 000 dollars américains au lieu des 5 000 000 proposés en premier lieu. L'opinion publique américaine était plutôt défavorable à cet achat, les critiques étaient nombreuses. Le Sénat des États-Unis ratifia le traité le 9 avril 1867, par un vote de 37 voix pour et 2 contre. Cependant, le budget pour l'achat ne fut débloqué qu'un an après à cause de l'opposition de la Chambre des représentants, qui approuva finalement le traité en juillet 1868, par un vote de 113 voix pour et 48 contre. Le tsar perd la souveraineté de l'Alaska, ce qui met fin à l'Amérique russe.

### Río de la Plata

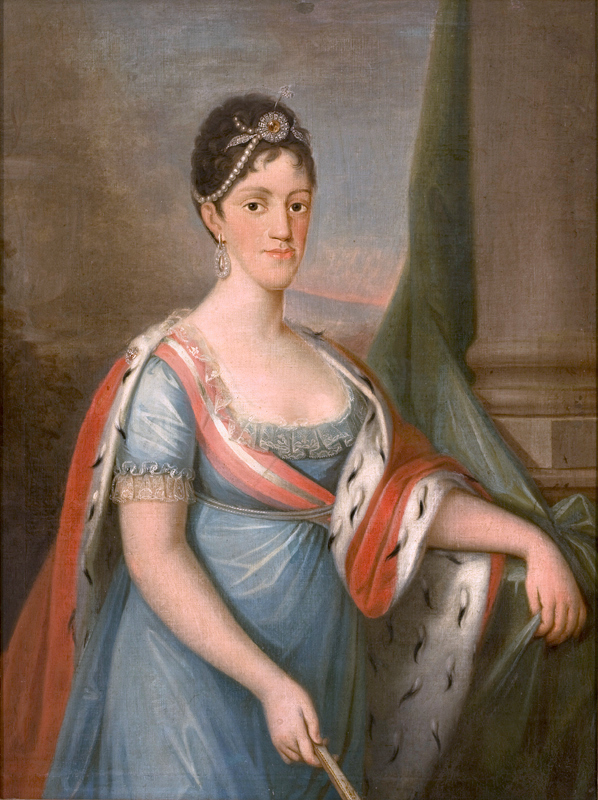
Charlotte-Joachime d'Espagne, souveraine du Río de la Plata.

En 1808, sur un arrière-plan de vide politique dans la métropole espagnole, consécutif à l’invasion du pays par les troupes napoléoniennes, l’infante Charlotte-Joachime de Bourbon, sœur aînée du roi Ferdinand VII d’Espagne, épouse de Jean VI du Portugal et fille aînée du roi déchu Charles IV, profita de son statut d'aînée des descendants du souverain pour revendiquer le trône et proposer sa régence sur les colonies espagnoles d'Amérique. Depuis Rio de Janeiro, où elle s’était réfugiée en compagnie de son époux Jean de Portugal, régent et futur roi du Portugal, elle s’attacha, pour donner corps à ses prétentions, à mettre sur pied un parti politique et à constituer un réseau de correspondants et de partisans.

Armes de Charlotte-Joachime.

Par ses manifestes et ses lettres, elle réussit à recruter, essentiellement dans le Río de la Plata, des soutiens plus ou moins sincères ou opportunistes, de la part de personnalités politiques, dont quelques-unes très en vue, telles que Manuel Belgrano et Cornelio Saavedra, qui crurent que l’infante pourrait incarner leurs aspirations à l’autonomie vis-à-vis de l’Espagne. Le dessein de l’infante peina cependant à prendre corps et, pour différentes raisons, finit par échouer : il fut en effet vigoureusement repoussé par les autorités officielles en place, car entaché du soupçon de servir les visées expansionnistes du Portugal dans la région.
Le charlottisme était considéré par la Grande-Bretagne comme contraire à ses intérêts économiques et stratégiques, et surtout buta sur l’incompatibilité idéologique entre les positions de l’infante, absolutiste intransigeante, et celles de son groupe de partisans à Buenos Aires, qui avaient en vue l’instauration d’une monarchie constitutionnelle. La révolution de Mai de 1810, prémices de l’indépendance du Río de la Plata, acheva d’ôter toute pertinence politique et toute actualité au projet charlottiste. Au cours de la décennie suivante, le nom de l’infante ne fut plus évoqué que sporadiquement.
Tandis qu’au Brésil, Charlotte tente d'obtenir l'administration des dominions espagnols en Amérique latine, l'Espagne elle-même est dominée par Napoléon et les rois, son père Charles IV d'Espagne et son frère Ferdinand VII d'Espagne, sont détenus par Napoléon en France. Elle se considère alors comme l'héritière de sa famille captive. Son plan d’origine était d'envoyer une armée occuper Buenos Aires et le nord de l'actuelle Argentine, mais les forces luso-brésiliennes parvinrent uniquement à annexer, sous le nom de Cisplatina, les rives nord de l'estuaire du Rio de la Plata, maintenus dans l'empire jusqu’en 1822, mais qui firent sécession en 1828 pour devenir la république d'Uruguay. L'infante Charlotte d'Espagne, fille du roi d'Espagne Charles IV et épouse du prince régent et futur roi de Portugal Jean VI, voulut également faire de l'infant d'Espagne Pierre-Charles de Bourbon, qui était son neveu et gendre, le souverain d'une Amérique espagnole séparée de la métropole occupée par la France. Elle chercha à cette fin l'appui de l'amiral Sidney Smith, commandant de la flotte britannique ancrée à Rio.

### Équateur

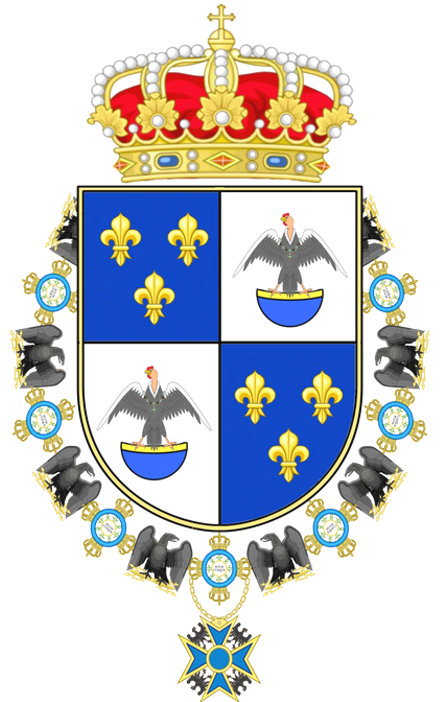
Blason des Bourbons pour le trône d'Équateur.

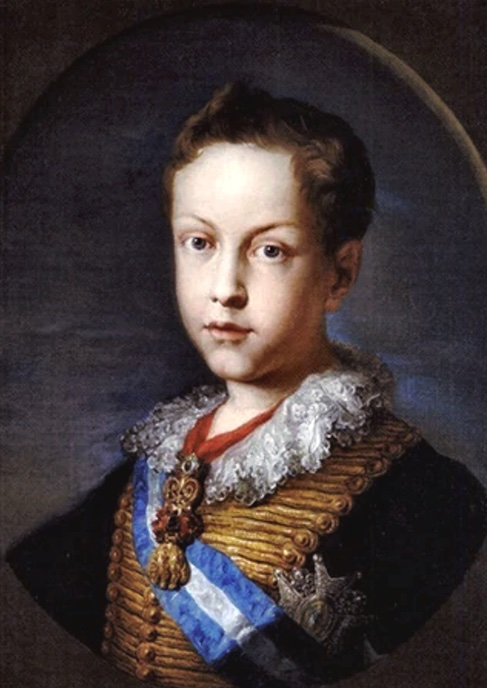
Agustín, duc de Tarancón, proclamé roi d'Équateur sous le nom d'Agustín Ier.

Depuis 1845, l'Équateur, pays d'Amérique du Sud, est gouverné par des conservateurs qui doutent du système républicain. L'ancien président équatorien en exil, le général Juan José Flores, débute alors des négociations avec la Cour d'Espagne pour mettre en place un système monarchique avec un membre de la famille royale d'Espagne en Équateur. La reine-mère Marie-Christine, toujours très influente, investie en faveur de ce projet avec le soutien de sa fille, la reine Isabelle II.
Comme prétendant au futur trône, la reine-mère propose l'un de ses fils, Agustín, duc de Tarancón, qu'elle a eu avec son second époux, le duc de Riánsares. Le général Flores obtient également le soutien de la France et l'approbation du roi Louis-Philippe Ier.
Les négociations se poursuivent jusqu'au jour où le projet est accepté par les gouvernements français et espagnols et par les partisans de Flores, prêt à reprendre le pouvoir. Désormais promis à devenir « Roi d'Équateur », le jeune duc de Tarancon se prépare à son avènement. Mais l'instabilité politique du pays, et la rivalité entre libéraux et conservateurs, retardent sa monté sur le trône.
Le duc étant âgé de 10 ans, Flores se propose comme régent et débarque avec ses partisans en Équateur.
Après la défaite de Flores face aux forces républicaines, le projet est finalement abandonné. Malgré cela, le duc conserve le titre de « roi » jusqu'à sa mort.

### Royaume mormon (strangisme)

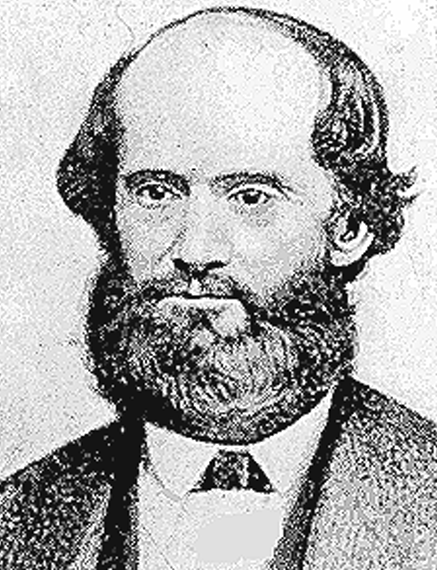
James Strang dit James Ier, roi de l'Église de Jésus-Christ des saints des derniers jours.

L'Église Strangite, est un mouvement issu de l'église de Jésus-Christ des saints des derniers jours de Joseph Smith, fondateur du mormonisme, centralisé autour de James Strang, prétendu « héritier » et successeur de Smith, qui s'est structuré en une sorte d'« État » sur l'île Beaver sur le lac Michigan.
Érigé en « royaume », elle est dirigée par Strang qui a pris les pleins pouvoirs et s'est fait proclamé « roi ».
Le 8 juillet 1850, Strang se proclame roi lors d'une cérémonie en grande pompe, à l'intérieur d'un grand tabernacle construit par ses disciples.
Il s'oppose rapidement au non-Strangite de l'île dont il est régulièrement accusé de saisir de force leurs biens et de les agresser physiquement. L'hostilité entre les deux groupes va entrainer de grandes violences. Strang se montre aussi violent et dictatorial envers ses administrés, obligeant même les femmes à se vêtir de bloomer.
Le 16 juin 1856, l' USS Michigan invite à bord Strang. Lorsqu'il descend du quai, deux marins l'abattent par derrière et se réfugient sur le navire. Celui-ci quitte le quai sans qu'ils soient inquiétés et les débarque à l'île Mackinac. Strang meurt de ses blessures le 9 juillet 1856. Des populations venues de l'île Mackinac et de l'île Sainte-Hélène viennent aussitôt confisquer les biens des Strangites et les chasser de l'île.
Le « Royaume » prend fin après l'assassinat de son chef le 9 juillet 1856. Les partisans de Strang, refusant de reconnaître la descendance de ce dernier, quittèrent l'île et rejoignirent un autre dirigeant mormon, Joseph Smith III.

### Principauté de Trinidad

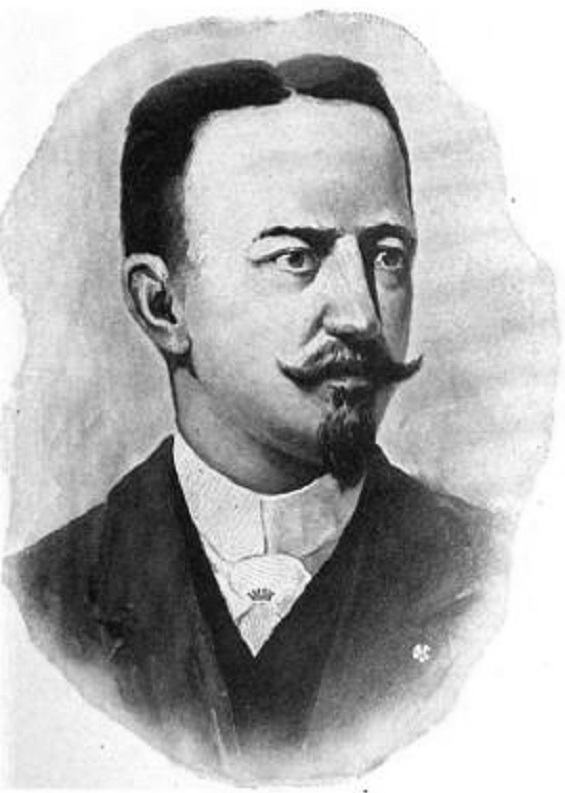
James, prince de Trinidad de 1893 à 1897.

En 1893, l'écrivain et aventurier franco-américain James Harden-Hickey se rend sur l'île et se donne le titre de James Ier, prince de Trinidad. Il prévoit, après la reconnaissance de l'île comme un État indépendant, d'instituer une dictature militaire qu'il dirigerait.

Drapeau de la principauté de Trinidad.

Il dessine des timbres, le drapeau et le blason ; il établit un ordre de chevalerie, la "Croix de Trinidad". Il achète une goélette pour faire venir des colons. Il nomme le comte de La Boissière, ouvre un consulat au 217 West 36th Street à New York et émet un emprunt d'État afin de financer la construction d'infrastructures.
En juillet 1895, les Britanniques tentent de prendre possession de cette position stratégique dans l'océan Atlantique, en prétextant la visite de l'astronome Edmond Halley en 1700. Ils ont pour projet une station de câbles télégraphiques. Cependant les efforts diplomatiques brésiliens, avec le soutien du Portugal, parviennent à rétablir une souveraineté sud-américaine, en arguant de la découverte par des navigateurs portugais en 1502.
Afin de démontrer clairement la souveraineté sur l'île, qui fait désormais partie de l'État d'Espírito Santo, un point de repère est élevé le 24 janvier 1897. Aujourd'hui, la présence brésilienne est caractérisée par une base permanente de la Marine brésilienne sur l'île principale.

### Suriname
Ancienne colonie des Pays-Bas, le Suriname obtint son autonomie en 1954, à l’exception des domaines de la défense et des affaires étrangères dont les Pays-Bas conservèrent le contrôle. En 1973, le gouvernement local entama des négociations avec le gouvernement néerlandais en vue de l’indépendance, qui fut officielle le 25 novembre 1975.

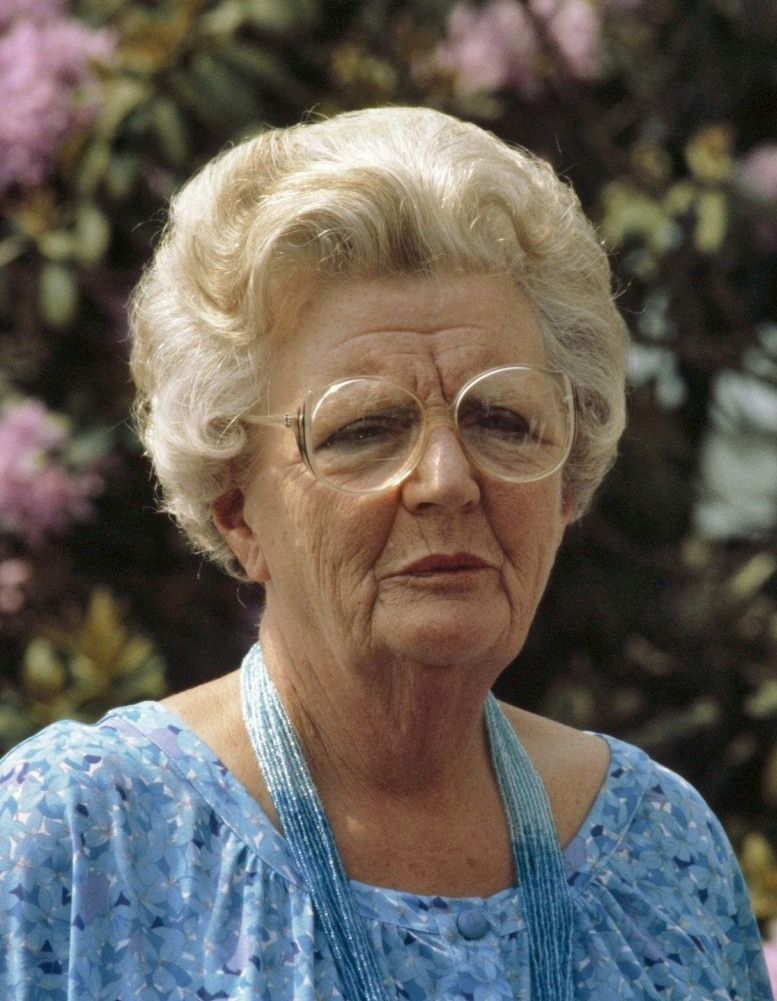
Juliana des Pays-Bas, reine du Suriname de 1948 à 1975.

Comme dans la plupart des monarchies, les Pays-Bas ne peuvent subsister sans monarque. Il doit y avoir un chef d'État afin de permettre au gouvernement de fonctionner. Pour cette raison, la reine des Pays-Bas, Juliana, assume le rôle de monarque de son ancienne colonie et nomme un gouvernement avec un premier ministre, qui dirige le pays. Le Suriname est une monarchie constitutionnelle ayant un régime parlementaire. En tant que tel, le rôle et la position du monarque sont définis et limités par la constitution.
Le Parti national du Suriname, dirigé par Pengel et le Parti de la réforme progressive (VHP), le plus grand parti hindou dirigé par Jagernath Lachmon, ont formé une coalition qui a réussi à prendre le pouvoir, ce qui a facilité la compréhension entre les deux groupes.
Johan Ferrier a été membre du Conseil national jusqu'en 1948. Il s'est ensuite rendu à Amsterdam aux Pays-Bas pour apprendre la théorie de l'éducation. De retour au Suriname, devenu alors un pays autonome au sein du royaume des Pays-Bas, il poursuit ses études et poursuit une carrière dans le domaine de l'éducation. Il a exercé les fonctions de Premier ministre et de ministre de l'Intérieur pendant trois ans, de 1955 à 1958. Il a également passé du temps en tant que responsable de l'éducation au Suriname. De 1968 à 1975, il occupa le poste de gouverneur. À ce stade, le Suriname est devenu indépendant.
Sous le gouvernement Pengel, l'infrastructure du Suriname était fortement développée. Les routes ont été construites et l'infrastructure existante a été grandement améliorée. Deux nouveaux hôpitaux ont été construits.
Après l'abolition de la monarchie en 1975, Ferrier fut élu premier président du Suriname indépendant, avec Henck Arron, du Parti national du Suriname, comme Premier ministre. Les Pays-Bas mirent en place un programme d’entraide doté d’1,5 milliard de dollars qui devait durer jusqu’en 1985. Un tiers de la population quitta le Suriname pour les Pays-Bas.
En 1980, le gouvernement Arron fut renversé par un coup d’État militaire mené par le sergent-major Desi Bouterse. Ferrier refusa de reconnaître le nouveau gouvernement et nomma Henk Chin A Sen, du Parti national républicain, à la place. Un second coup d’État suivit cinq mois plus tard, à l’occasion duquel l’armée remplaça Ferrier par Chin A Sen. La population civile accueillit favorablement ces changements-là. Elle espérait ainsi voir un terme à la corruption et une amélioration du niveau de vie en dépit de l’interdiction des partis d’opposition par le nouveau régime. Il devint en effet de plus en plus dictatorial. Les Pays-Bas reconnurent le nouveau gouvernement mais les relations diplomatiques entre les deux pays prirent fin lorsque 15 membres de l’opposition furent exécutés par l’armée le 8 décembre 1982 à Fort Zeelandia. Les États-Unis et les Pays-Bas cessèrent leur aide au Suriname.

### Royaume de Redonda
L’île de Redonda est achetée en 1865 par Matthew Dowdy Shiell (1824-1888). D'origine irlandaise, il est négociant et diacre méthodiste dans l'île voisine de Montserrat. Il a voulu célébrer par cette acquisition, la venue de son premier rejeton mâle (9e enfant), né le 21 juillet. En 1872, le gouvernement britannique — sous le règne de la reine Victoria —, intéressé par le phosphate que produit l’île, décide de l’annexer à sa colonie d’Antigua. Le propriétaire de l’île refuse et demande alors le titre de Roi de Redonda pour son fils. La requête aurait été accordée par le British Colonial Office en 1880 (non par la reine Victoria elle-même), et à la condition de ne pas tenter de faire opposition aux intérêts britanniques. Couronné à 15 ans, le jeune roi Matthew Phipps Shiell prend le titre de Felipe Ier, roi de Redonda. Commence alors un règne qui va durer 67 ans.

Drapeau du royaume de Redonda.

Le roi poursuit ses études à la Barbade. Le 25 avril 1885 il part en Angleterre et change l’orthographe de son nom, Shiell, pour Shiel. Il ne reviendra jamais à Montserrat. Après avoir été professeur et traducteur, il devient auteur d’histoires fantastiques, ce qui lui vaut l’admiration de nombreux écrivains. Un de ses livres, The purple cloud, sur le thème du dernier homme sur Terre est souvent considéré comme un chef-d’œuvre du roman de science-fiction. En 1932 il se lie d’amitié avec Terence Ian Fytton Armstrong, bibliophile et poète connu sous le pseudonyme de John Gawsworth. Avant de mourir (17 février 1947), il lui transmet son titre royal, la souveraineté de l'île et les droits de son œuvre.
Devenu roi, Gawsworth prend le titre de Juan Ier. Durant toute sa vie, il soutient des écrivains dont Shiel fait partie. En tant que monarque il crée une aristocratie intellectuelle en distribuant des titres nobiliaires à des auteurs et artistes célèbres. Après la Seconde guerre mondiale, il sombre dans l’alcoolisme. Nécessiteux, il vit de la vente de son importante collection de livres et de manuscrits, ainsi que de son titre royal de Redonda. En 1967, le gouvernement d'Antigua-et-Barbuda réclame la souveraineté de l'île. Malgré les nombreuses contestations du roi et de ses partisans, l'île est finalement annexer.
Malgré cela, Gawsworth conserve son titre de « roi » jusqu'à sa mort. Il meurt à 58 ans, dans un hôpital londonien dans un dénuement total, le 23 septembre 1970.
Après sa mort, c'est Jon Wynne-Tyson qui hérite de son titre. Il est l’un des détenteurs du titre, mais le seul à avoir les droits des œuvres de Matthew Phipps Shiel et de John Gawsworth. À la mort de ce dernier, il prend sa succession. Lassé des problèmes du Royaume, créés par l’incurie de son prédécesseur, il renonce à son titre le 6 juillet 1997, en faveur de l'auteur espagnol, Javier Marías, actuel prétendant au trône de Redonda. Mais cette succession est contesté par deux autres prétendants, William Leonard Gates et Robert Williamson, qui réclament tous deux le titre de « roi ».

### Saint-Barthélemy

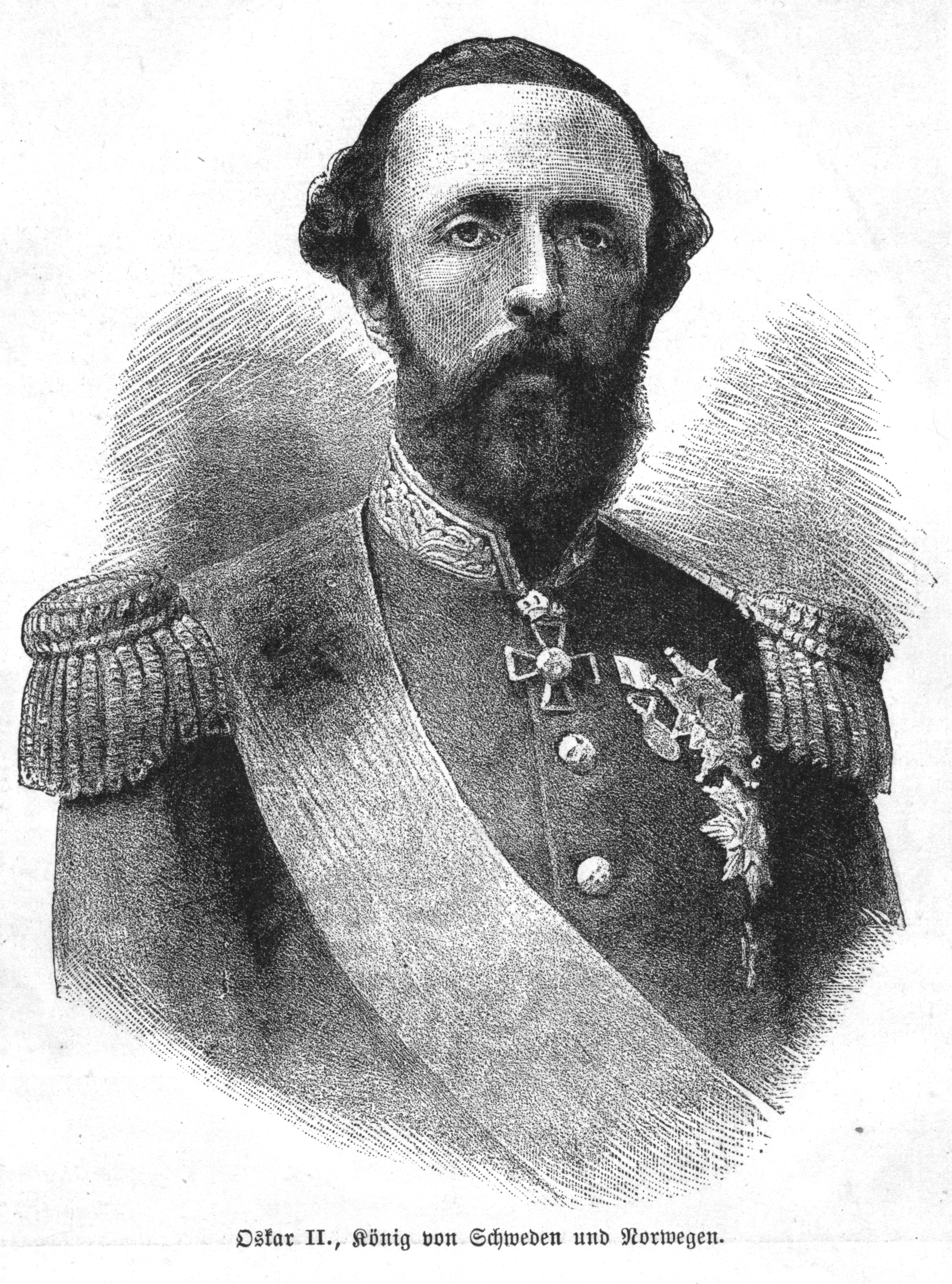
Oscar II, roi de Suède et de Norvège.

En 1784, l'île est cédée par Louis XVI au roi Gustave III de Suède contre un droit d'entrepôt à Göteborg. Les Suédois font de Saint-Barthélemy un port franc en 1785. En hommage au roi de Suède, le principal bourg de l'île (Le Carénage) est renommé Gustavia vers 1787. Une ordonnance de « Police générale » suédoise légifère l'esclavage à Saint-Barthélemy à partir de 1787 en lieu et place du Code noir français ; l'esclavage y est définitivement aboli le 9 octobre 1847.
Ravagée par un cyclone puis par l’incendie de sa capitale en 1852, Saint-Barthélemy n’ayant plus de ressources et ne présentant plus d’intérêt commercial, le roi de Suède-Norvège Oscar II décide de céder l’île à la France.
Devenu roi de Suède le 18 septembre 1872, après la mort de son frère, puis est roi de Norvège le 18 juillet 1873 dans la cathédrale de Trondheim, Oscar II adopte lors de son accession au trône, la devise suivante : Le bien-être des peuples frères.
Le traité de rétrocession de 1877 est approuvé par une consultation des habitants de l’île et Saint-Barthélemy est rattachée à la Guadeloupe le 16 mars 1878 après paiement par la France d’une somme dont le roi de Suède fait don à l’île.

### Paraguay

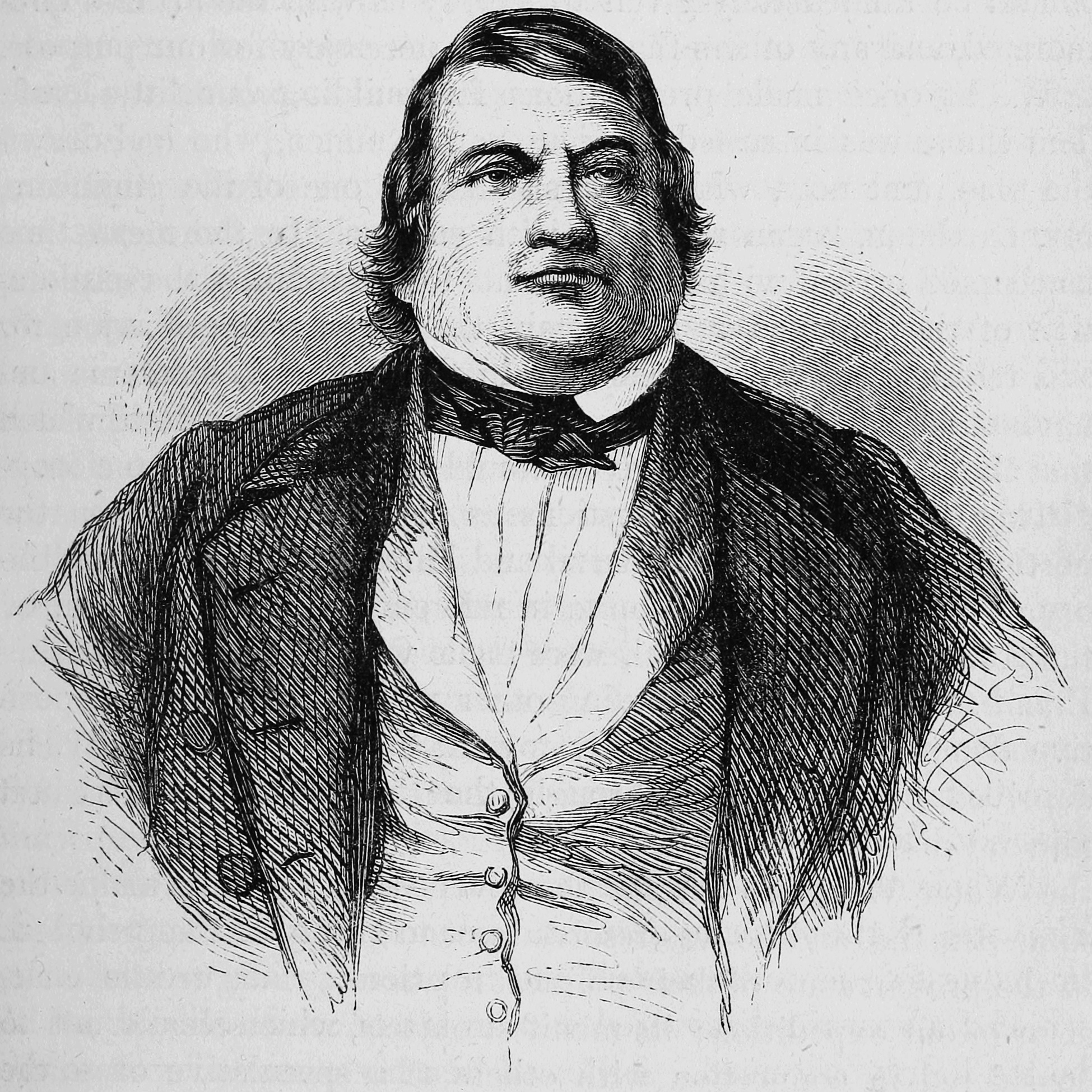
Carlos Antonio López, neveu du dictateur Francia, et dirigeant héréditaire du Paraguay de 1844 jusqu'à sa mort en 1862.

Les premières années d'indépendance du Paraguay sont marquées par la montée en puissance dès 1810, de José Gaspar Rodríguez de Francia, futur Dictateur (selon une référence qui se voulait romaine), élu pour cinq ans (1814), puis désigné comme Dictateur à vie (Perpetuo). Son obsession sera d'abord l'élimination de toute trace de la Couronne d'Espagne, puis des prétentions de Buenos Aires. Cette dernière enverra une petite armée commandée par le général Belgrano, qui sera vaincu aussi bien par les militaires dont l'allégeance était variable (Gamarra était loyaliste à l'Espagne, Yegros penchait pour Buenos Aires) que par la population qui rejeta l'invasion étrangère (voir la communication écrite de Belgrano à la Junte de Buenos Aires à son retour expliquant sa défaite, le 14 mars 1811). Francia laissera planer l'équivoque sur ses positions de 1810 à 1811, éliminant ses opposants en s'appuyant sur le peuple d'abord de l'Intérieur (par opposition à la Capitale Asuncion), puis une grande partie des militaires de grades inférieurs et la population de la Capitale. Enfin, il lui restera à domestiquer l'Église catholique, ce qu'il réalisera progressivement jusqu'à la victoire complète en 1828. Il sera soucieux de l'indépendance du pays jusqu'à l'obsession et le protégera des tentatives d'ingérence luso-brésiliennes, puis argentine, anglaises, brésiliennes et nord-américaines, assignant à résidence de longues années, par la même occasion, un botaniste français et d'autres visiteurs. S'il est fait grand cas de sa tyrannie et de ses méthodes expéditives, elles concernaient essentiellement ceux qui représentaient un danger pour son pouvoir, donc aussi pour l'indépendance du pays.

Drapeau du Paraguay de 1826 à 1865.

Après la mort de Francia après un an de flottement, sa politique fut amendée par son successeur, Carlos Antonio López, autre civil qui parvint au pouvoir par une capacité de manœuvre discrète. Exerçant un pouvoir toujours absolu mais consenti par le peuple, il ouvrit le pays aux techniques nouvelles (appel à des ingénieurs étrangers, envoi de boursiers en Europe, construction d'un chemin de fer, de chantiers navals, etc.), sans pour autant céder un pouce sur l'indépendance du pays, bien qu'il ait tenté d'établir des relations normales avec ses voisins et au-delà, en dépit de la pression de l'Argentine, du Brésil, de la Grande-Bretagne et des États-Unis, qui se faisait plus forte.

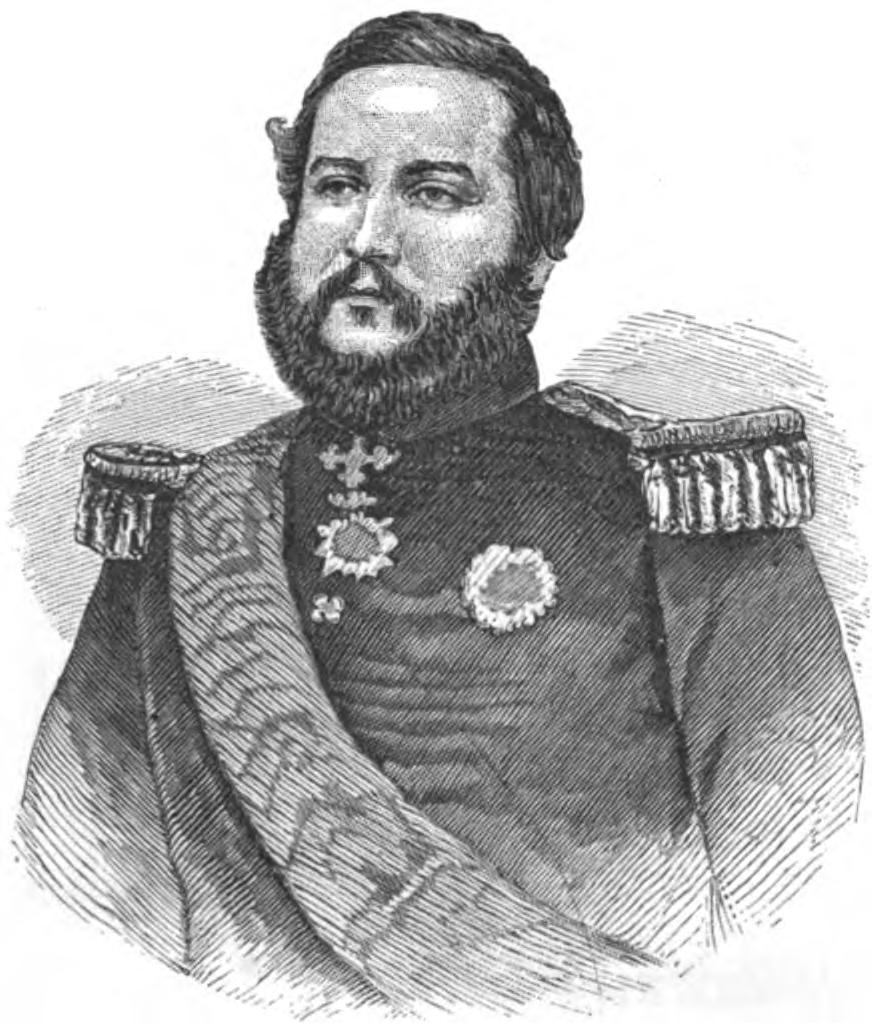
Francisco Solano López, deuxième et dernier président héréditaire du pays.

Il cédera le pouvoir à son fils, Francisco Solano López, qu'il avait préparé dans ce but (voyage en Europe, médiation diplomatique entre factions argentines, commandement militaire, etc.), mais qui, nommé aussi commandant en chef, était fasciné par la chose militaire et ne cachait pas son admiration pour Napoléon Ier.
Solano Lopez, réagissant à l'attaque du gouvernement conservateur ami de Montevideo par le parti des libéraux soutenus par le Brésil, après notification que le Paraguay ne pourrait accepter de modification de l'équilibre des forces dans le Rio de la Plata, ouvrit les hostilités contre le Brésil dès 1864 d'abord, donna prétexte à l'Argentine pour rejoindre le Brésil en faisant passer une colonne armée sur le territoire de la province d'Entre Rios ensuite et, enfin, le Brésil ayant renversé le gouvernement uruguayen favorable au Paraguay et installant son allié Venancio Flores, par ailleurs proche du président argentin Mitre, se trouva avec un troisième ennemi. Compte tenu du passé et du contexte régional, il n'était pas illogique pour Francisco Solano Lopez d'engager le combat, le temps jouant à moyen terme contre le Paraguay.

## Autres exemples

### États-Unis et l'empereur Norton

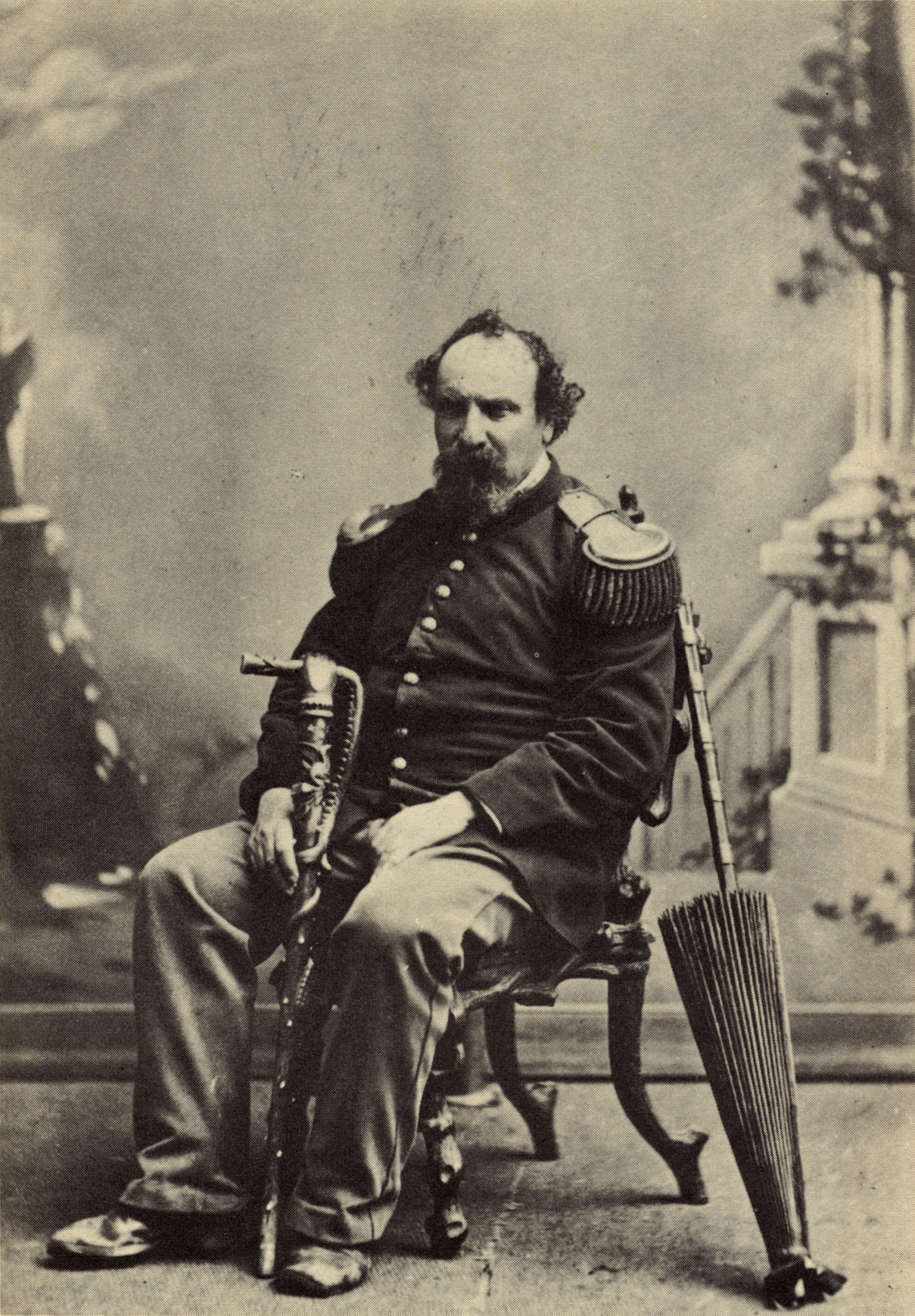
Photographie de l'empereur Norton.

Joshua Norton était un habitant de San Francisco, qui s’était autoproclamé « empereur des États-Unis » en 1859 sous le nom de Norton Ier, puis également « protecteur du Mexique ». Même s'il n'a jamais exercé de réel pouvoir politique, il devint un personnage célèbre de San Francisco, honoré après sa mort et source d'inspiration pour les écrivains Robert Louis Stevenson et Mark Twain. Son comportement excentrique le fait remarquer dans les rues de San Francisco, qu'il inspecte vêtu d'un uniforme bleu à épaulettes dorées, et il y acquiert une sorte de reconnaissance limitée : ainsi, la monnaie frappée à son nom est acceptée dans les établissements qu'il fréquente. Ses funérailles sont suivies par plusieurs milliers de personnes. En accord avec son rôle d’empereur auto-désigné, Norton Ier publia de nombreux décrets sur l’État de l'Union, l'État de Californie et la municipalité de San Francisco. Considérant qu’il assumait le pouvoir, il n’y avait plus pour lui besoin de législature, et le 12 octobre 1859, il publia un décret qui « dissolvait » le Congrès des États-Unis.
Ses tentatives de renversement du gouvernement élu des États-Unis par la force ayant été frustrées, Norton tourna son attention et ses proclamations vers d’autres sujets, à la fois politiques et sociaux. Le 12 août 1869, « étant désireux d’apaiser les dissensions entre les différentes partis existant dans notre royaume », il « abolit » les partis démocrates et républicains. Dans l'espoir de résoudre les nombreuses querelles entre les citoyens des États-Unis pendant la Guerre Civile, Norton délivra un mandat en 1862 qui exigeait que les deux Églises catholique et protestante l'ordonnassent publiquement empereur. Une autre fois, la volonté de voir respecter San Francisco jusque dans son appellation fut le sujet d’un édit particulièrement virulent, daté de 1872.
Durant les dernières années de son règne, Norton fut le sujet de beaucoup de rumeurs et de spéculations. Une rumeur suggérait qu’il était en fait le fils de l’empereur Napoléon III et qu’il ne prétendait venir d’Afrique du Sud que pour éviter d’être persécuté. (Pour avoir été le fils illégitime de Napoléon III, il aurait dû naître quand l’empereur français n’avait que onze ans ; le vrai fils de Napoléon III, Napoléon Eugène, est mort durant la guerre anglo-zouloue en 1879.) Une autre rumeur voulait que l’empereur ait l’intention d’épouser la reine Victoria, ce qui est sans fondement bien que l’empereur ait en effet correspondu avec la reine en certaines occasions. Une dernière rumeur affirmait que Norton était en fait très riche, et qu’il simulait la pauvreté.

### Empire inca

Blason de l'Empire inca.

L'Empire inca fut, du XVe au XVIe siècle, un des états de la civilisation andine et le plus vaste empire de l'Amérique précolombienne. Son territoire s'est en effet étendu, à son extension maximale, sur près de 4 500 km de long, depuis le Sud-Ouest de l'actuelle Colombie (vallée de l'Ancasmayo, et même un moment au Río Patía, région de San Juan de Pasto), au nord, jusqu'au milieu de l'actuel Chili (au Río Maule), au sud, et comprenant la quasi-totalité des territoires actuels du Pérou et de l'Équateur, ainsi qu'une partie importante de la Bolivie, du Chili, et significative de l'Argentine du Nord-Ouest, soit sur une superficie de plus de trois fois celle de la France d'aujourd'hui. Héritier des civilisations andines préexistantes, il était maillé par un important réseau de routes d'environ 22 500 à 38 600 kilomètres convergeant vers sa capitale, Cuzco.
Les premiers contacts entre l'Empire inca et les conquistadors espagnols menés par Francisco Pizarro et Diego de Almagro ont lieu en 1527 près de Tumbes, sur la côte nord de l'empire. Mais Pizarro et ses hommes ne restent pas, et ce n'est qu'en 1532, après être retourné en Espagne, que Pizarro pénètre véritablement sur le territoire inca. Dès 1527, la variole apportée par les colonisateurs fait de nombreuses victimes. L'empereur Huayna Capac y succombe et meurt sans avoir choisi de successeur. Ses deux fils se disputent alors la succession et l'empire se divise en deux : Atahualpa au Nord et Huascar au Sud. La guerre civile fait rage et c'est finalement Atahualpa qui prendra le dessus.
Francisco Pizarro est de retour en 1532 à la tête de 180 Espagnols. Mais ils ne sont alors pas perçus comme une menace, au contraire : selon une légende inca, le dieu Viracocha devait revenir sur terre pour rétablir paix et prospérité dans l'empire. Pizarro est assimilé à ce personnage mythique et est accueilli sans crainte.
Le 16 novembre 1532, à l'issue de la prise de Cajamarca par les troupes de Pizarro, Atahualpa est capturé par les Espagnols. Dès lors, les Incas n'osent pas les attaquer de peur de mettre en danger la vie de leur empereur-dieu. Alors qu'Atahualpa est aux mains des Espagnols, ses armées prennent enfin le contrôle de tout le territoire et réunifient l'empire. Mais Pizarro alimente les querelles et encourage la rébellion des peuples dominés par les Incas : l'empire se morcelle. Toutefois, les Incas espèrent encore et souhaitent retrouver leur empereur. Pizarro propose une rançon : la pièce où est enfermé Atahualpa doit être remplie d'or. Les Incas obéissent mais Pizarro ne tient pas sa promesse et fait exécuter l'empereur déchu le 29 août 1533.

### Empire aztèque

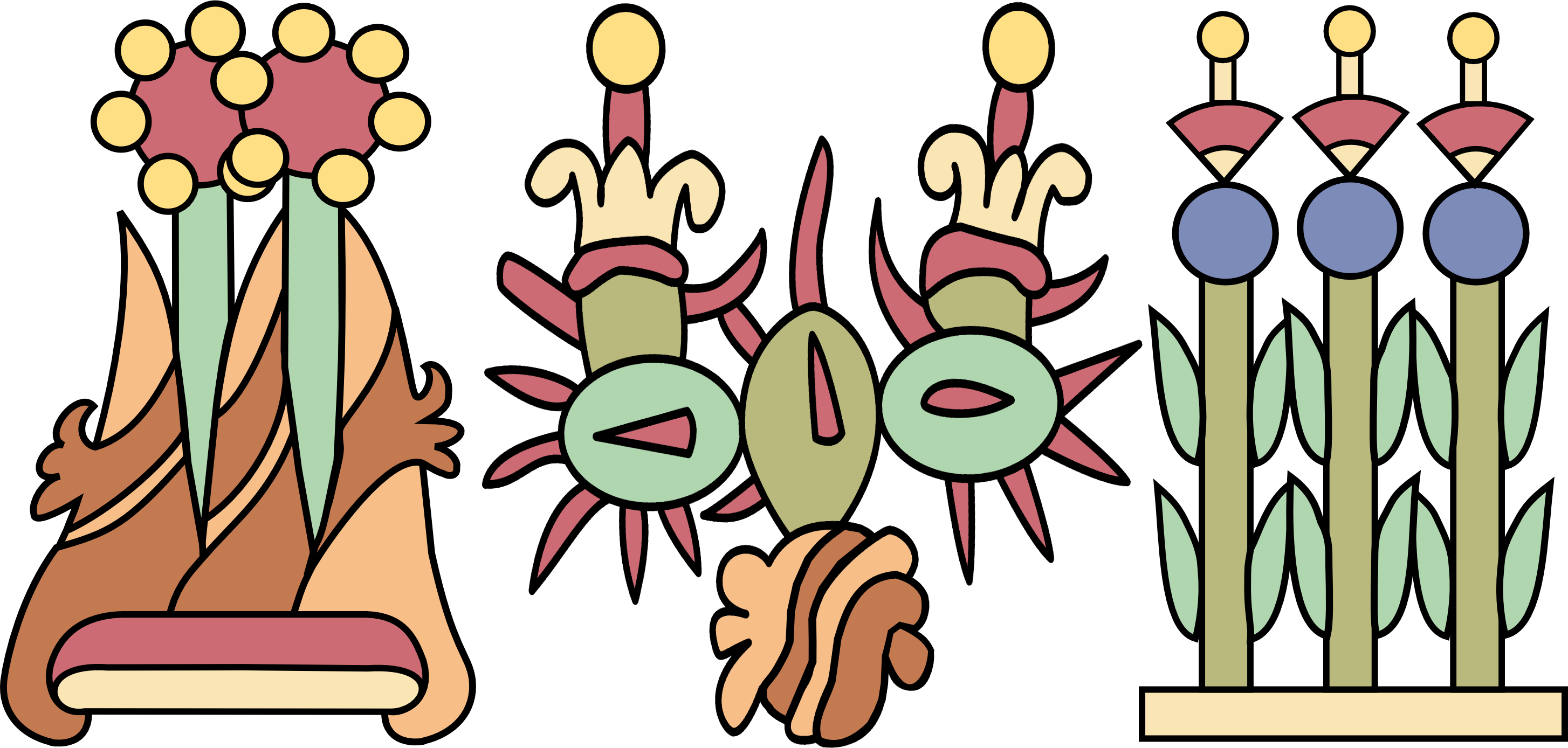
Blason de l'Empire aztèque.

Les aztèques s'étaient définitivement sédentarisés dans le plateau central du Mexique, dans la vallée de Mexico, sur une île du lac Texcoco, vers le début du XIVe siècle. Au début du XVIe siècle, ils avaient atteint un niveau de civilisation parmi les plus avancés d'Amérique et dominaient, avec les autres membres de leur Triple alliance, le plus vaste empire de la Mésoamérique postclassique. Leur seul vrai rival était le royaume tarasque.
L'arrivée, en 1519, des conquistadors menés par Hernán Cortés scella la fin de leur règne. Le 13 août 1521, les Espagnols, aidés par un grand nombre d’alliés autochtones, finirent par remporter le siège de Tenochtitlan et par capturer le dernier empereur aztèque, Cuauhtémoc. La civilisation aztèque s'est alors rapidement acculturée à l'époque coloniale ; il en résulte un profond syncrétisme dans le Mexique actuel entre les héritages aztèques (et, plus largement, mésoaméricains) et espagnols.

### Empire britannique

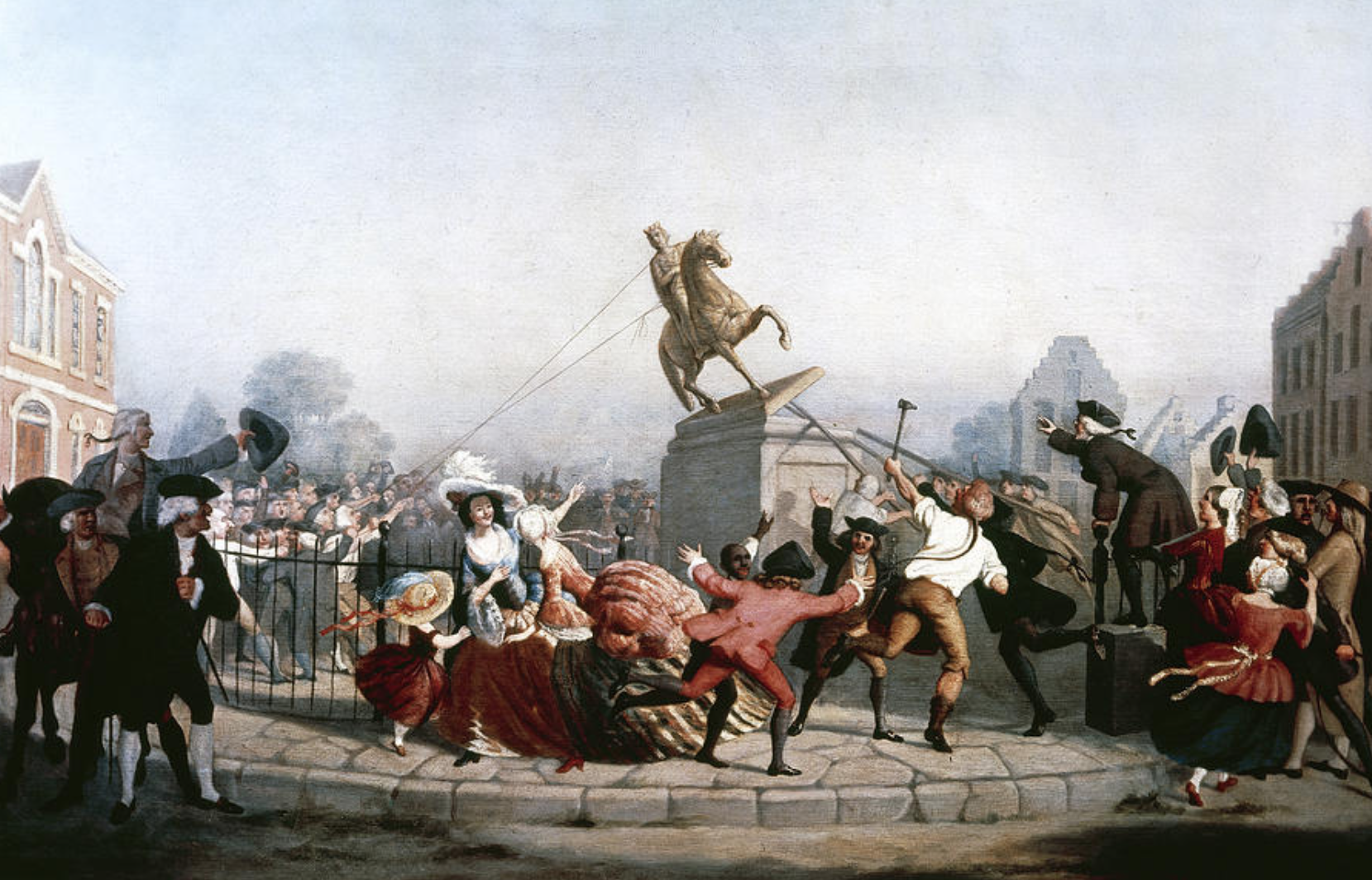
Chute de la statue de George III à New York.

À la suite du Boston Tea Party, les colons commencèrent à refuser la tutelle britannique et les colonies se dotèrent de gouvernements autonomes. Les tensions s'accrurent et les soldats britanniques affrontèrent les miliciens américains lors des batailles de Lexington et Concord en avril 1775. Les pétitions destinées à obtenir un règlement pacifique de la dispute furent ignorées par le Parlement britannique et les chefs rebelles furent qualifiés de traîtres par la Couronne. Les colonies déclarèrent l'indépendance en devenant les États-Unis en juillet 1776 et listèrent leurs griefs envers le roi et le Parlement. La Déclaration accusait George III d'avoir « abdiqué le gouvernement de notre pays… Il a pillé nos mers, ravagé nos côtes, brûlé nos villes et massacré nos concitoyens ». La statue équestre du souverain à New York fut démantelée. Les Britanniques prirent la ville en 1776 mais perdirent Boston et leur plan pour envahir la Nouvelle-Angleterre depuis le Canada échoua avec la défaite du général John Burgoyne lors des batailles de Saratoga.
Jusqu'en 1780, les loyalistes pouvaient croire en une victoire, car les troupes britanniques remportèrent de nombreuses batailles comme celles de Camden et de Guilford Court House. Néanmoins, lorsque les nouvelles de la défaite de Charles Cornwallis lors de la bataille de Yorktown atteignirent Londres à la fin de l'année 1781, Lord North démissionna de son poste de Premier ministre du fait de l'érosion de ses soutiens parlementaires. Le roi rédigea une proclamation d'abdication qui ne fut jamais délivrée, et accepta la défaite en Amérique du Nord. Il autorisa des négociations de paix qui débouchèrent sur la signature du traité de Paris en 1783 par lequel la Grande-Bretagne reconnaissait l'indépendance des États-Unis. Lorsque John Adams fut nommé ambassadeur à Londres en 1785, George III s'était résigné aux nouvelles relations entre son pays et ses anciennes colonies. Il dit à Adams, « j'étais le dernier à consentir à la séparation ; mais la séparation ayant été réalisée et étant devenue inévitable, j'ai toujours dit, comme je dis maintenant, que je serai le premier à reconnaître les États-Unis comme une puissance indépendante ».